# Isabel II del Reino Unido
Isabel II del Reino Unido (Isabel Alejandra María; Mayfair, Londres, 21 de abril de 1926-Castillo de Balmoral, 8 de septiembre de 2022) fue reina del Reino Unido desde su ascenso al trono en febrero de 1952, hasta su muerte en septiembre de 2022, además de la soberana de los Estados independientes constituidos en reino que forman, o formaron, parte de la Mancomunidad de Naciones. Su reinado de más de siete décadas fue más duradero que el de cualquier otro monarca británico, el segundo más extenso de la historia por detrás de Luis XIV de Francia y el más largo verificado de una mujer.
Fue la principal figura política de los cincuenta y cuatro países miembros de la Mancomunidad de Naciones. En su rol específico como monarca del Reino Unido fue, a su vez, la gobernadora suprema de la Iglesia de Inglaterra. Su papel político abarcó grandes áreas, tuvo funciones constitucionales significativas y actuó como foco de la unidad nacional de los británicos y como representante de su nación ante el mundo.
Nació en Londres, siendo la hija mayor de los duques de York (más tarde, los reyes Jorge VI e Isabel) y fue educada en su casa a cargo de preceptores privados. Su padre ascendió al trono en 1936 tras la abdicación de su hermano Eduardo VIII. Comenzó a llevar a cabo funciones públicas durante la Segunda Guerra Mundial, al servir en el Servicio Territorial Auxiliar, la rama femenina del Ejército Británico de la época. Cuando su padre falleció en 1952, Isabel, con 25 años de edad, se convirtió en jefa de la Mancomunidad de Naciones y reina de los siete países independientes pertenecientes a la misma: Reino Unido, Canadá, Australia, Nueva Zelanda, Sudáfrica, Pakistán y Ceilán. La celebración de su coronación en 1953 fue la primera en ser televisada. Entre 1956 y 2021, la mitad de sus reinos, entre ellos Sudáfrica, Pakistán, Ceilán (posteriormente llamado Sri Lanka) y Barbados, obtuvieron su independencia y se convirtieron en repúblicas. Como reina, fue servida por más de 170 primeros ministros en todos sus reinos. Sus numerosas visitas y reuniones históricas incluyeron visitas de Estado a China en 1986, a Rusia en 1994 y a la República de Irlanda en 2011, y reuniones con cinco papas.
En 1947 contrajo matrimonio con Felipe Mountbatten, con quien tuvo cuatro hijos: Carlos, Ana, Andrés y Eduardo. En 1992, año que Isabel denominó annus horribilis («año horrible»), Carlos y Andrés se separaron de sus esposas, Ana se divorció y un incendio grave destruyó parte del castillo de Windsor. Los rumores acerca de la situación matrimonial de Carlos y Diana, princesa de Gales, continuaron y ambos se divorciaron en 1996. Al año siguiente, Diana murió en un accidente automovilístico en París y los medios de comunicación criticaron a la familia real por mantenerse en reclusión durante los días previos a su funeral. Pese a los ocasionales sentimientos de republicanismo existentes y las críticas a su familia, particularmente durante la década de 1990, el apoyo a la monarquía en el Reino Unido se mantuvo constantemente alto a lo largo de su vida, al igual que su popularidad personal.
En 2007 se convirtió en la monarca más longeva en la historia británica al superar los 81 años de vida de su tatarabuela, la reina Victoria. Con 70 años y 214 días fue la monarca con el reinado más largo en la historia británica —tras superar una vez más a la reina Victoria, quien reinó durante 63 años y 216 días—, y con el segundo más largo de la historia europea, tras los 72 años y 110 días de Luis XIV de Francia. Sus jubileos de Plata, Rubí, Oro, Diamante, Zafiro y Platino fueron celebrados en 1977, 1992, 2002, 2012, 2017 y 2022, respectivamente.
Isabel murió el 8 de septiembre de 2022 en el castillo de Balmoral en Aberdeenshire, Escocia, con 96 años de edad, y fue sucedida en el trono por su hijo mayor, el rey Carlos III. Su funeral de Estado fue el 19 de septiembre de 2022, y fue el primero que se celebró en el Reino Unido desde el de Winston Churchill en 1965.

## Primeros años
Isabel fue la primera hija del príncipe Alberto, duque de York (más tarde rey Jorge VI) y su esposa Isabel, duquesa de York (más tarde reina Isabel). Su padre era el segundo hijo del rey Jorge V y de la reina María, y su madre era la hija menor del aristócrata escocés Claude Bowes-Lyon, XIV conde de Strathmore y Kinghorne. Isabel nació por cesárea a las 2:40 GMT el 21 de abril de 1926 en la casa londinense de su abuelo materno en el número 17 de Bruton Street, Mayfair. Luego, residió brevemente en una vivienda adquirida por sus padres poco después de su nacimiento en el número 145 de Piccadilly en Londres y en la residencia White Lodge en Parque Richmond. El 29 de mayo de 1926, el arzobispo de York, Cosmo Lang, la bautizó bajo la religión anglicana en la capilla privada del palacio de Buckingham (destruida durante los bombardeos de Londres en la Segunda Guerra Mundial). Fue nombrada «Isabel» en honor a su madre, «Alexandra» por la madre de Jorge V (su bisabuela paterna), que había fallecido seis meses antes y «Mary» por su abuela paterna. En la intimidad, era llamada «Lilibet». Jorge V apreció mucho a su nieta y durante su grave enfermedad en 1929, sus visitas periódicas le elevaron el ánimo y le favorecieron en su recuperación, según acreditaron la prensa pública y sus biógrafos posteriores.
Su única hermana fue la princesa Margarita, nacida en 1930. Ambas fueron educadas en su casa bajo supervisión de su madre y Marion Crawford, su institutriz, llamada informalmente «Crawfie». Las clases se concentraban principalmente en historia, lenguaje, literatura y música. Para consternación de la familia real, Crawford más tarde publicó un libro biográfico sobre los primeros años de Isabel y Margarita titulado The Little Princesses. El libro describe el amor de Isabel por los caballos y los perros, su disciplina y su actitud de responsabilidad. Otros hicieron eco de tales observaciones: Winston Churchill describió a Isabel cuando tenía dos años como «un personaje. Tiene un aire de autoridad y reflexión sorprendentes para un niño». Su prima Margaret Rhodes la describió como «una niña alegre, pero, fundamentalmente, sensible y de buen comportamiento».

## Heredera legal de la Corona
Al ser nieta del monarca, su título completo al nacer era Su Alteza Real la princesa Isabel de York. Estaba tercera en la línea de sucesión al trono detrás de su tío, Eduardo, príncipe de Gales y de su padre, el duque Alberto de York. A pesar de que su nacimiento produjo interés público, no se esperaba que fuera reina al tener en cuenta que el príncipe de Gales era joven y por lo tanto, muchos creyeron que se casaría y tendría hijos. En 1936, cuando su abuelo murió y Eduardo lo sucedió como rey, Isabel pasó a ocupar el segundo puesto en la línea de sucesión al trono después de su padre. Ese mismo año, Eduardo abdicó después de la crisis constitucional causada por su propuesta de matrimonio a Wallis Simpson, una divorciada estadounidense. A pesar de que legalmente podía casarse, los ministros le recomendaron que no lo hiciera, ya que el pueblo jamás la aceptaría como reina; como monarca constitucional Eduardo estaba obligado a aceptar el consejo de los ministros. Jorge V había expresado sus opiniones acerca de su hijo mayor: «Ruego a Dios que mi hijo mayor nunca se case ni tenga hijos, para que nada se interponga entre Bertie y Lilibet y el trono». Con la abdicación de Eduardo VIII, el padre de Isabel se convirtió en rey y ella en la heredera legal con el título de Su Alteza Real la princesa Isabel.
Recibió clases particulares de historia constitucional por parte de Henry Marten, el rector del Colegio Eton, y aprendió el idioma francés con la ayuda de varias institutrices. El movimiento de escultismo Girl Guides, la primera compañía del palacio de Buckingham, se formó específicamente para que pudiera relacionarse con niñas de su edad. Más tarde, se inscribió en la organización juvenil Sea Ranger.
En 1939, sus padres realizaron una gira por Canadá y los Estados Unidos. Al igual que en 1927, cuando recorrieron Australia y Nueva Zelanda, Isabel permaneció en Gran Bretaña, ya que el rey pensó que era demasiado joven para efectuar visitas públicas. Isabel «miraba llorosa» cuando sus padres se iban. Se comunicaban por cartas regularmente y el 18 de mayo, Isabel y sus padres hicieron la primera llamada telefónica trasatlántica real.

### Segunda Guerra Mundial
Desde septiembre de 1939, con el estallido de la Segunda Guerra Mundial, Isabel y su hermana permanecieron en el castillo de Balmoral, Escocia, hasta la Navidad de 1939, cuando se mudaron a Sandringham House en Norfolk. De febrero a mayo de 1940, residieron en Royal Lodge, hasta que fueron trasladadas al castillo de Windsor, donde permanecieron la mayor parte de los siguientes cinco años. La sugerencia del destacado político lord Hailsham de que las princesas fueran llevadas a Canadá fue rechazada por la madre de Isabel, quien declaró: «Las niñas no se irán sin mí. Yo no voy a dejar al rey. Y el rey nunca se irá». En Windsor, las princesas realizaron pantomimas en Navidad en ayuda de la Queen's Wool Fund —el Fondo de Lana de la Reina—, que adquirió los hilados necesarios para confeccionar prendas militares. En 1940, con catorce años, realizó su primera emisión de radio para el programa de la BBC Children's Hour, en el que declaró:

Estamos tratando de hacer todo lo posible para ayudar a nuestros valientes marineros, soldados y pilotos, y también estamos tratando de llevar nuestra propia parte del peligro y la tristeza de la guerra. Sabemos, cada uno de nosotros, que al final todo estará bien.

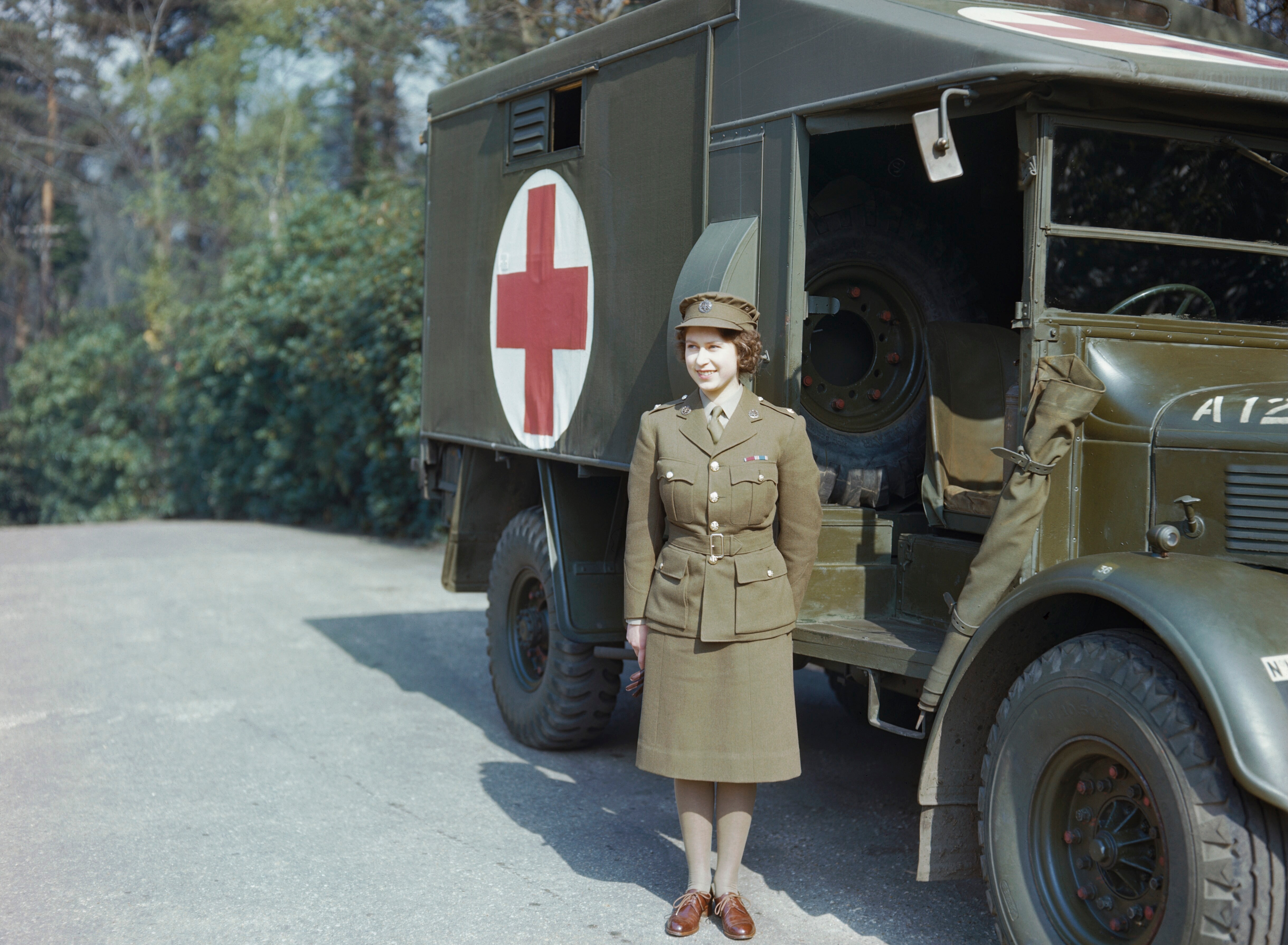
La princesa Isabel como subalterna segunda honoraria del Servicio Territorial Auxiliar de Mujeres en frente de una ambulancia del ejército, 1945.

En 1943, a la edad de dieciséis años, realizó su primera aparición pública en solitario en una visita a la Guardia de Granaderos, de la que había sido nombrada coronel en jefe el año anterior. A medida que se acercaba su 18.º cumpleaños, fueron modificadas las leyes para que pudiera actuar como uno de los cinco consejeros de Estado en el caso de incapacidad de su padre o por ausencia del mismo en el extranjero, como ocurrió cuando visitó Italia en julio de 1944. En febrero de 1945, ingresó en el Servicio Territorial Auxiliar de Mujeres como Second Subaltern (teniente segunda) honoraria con el número de servicio 230873. Se formó como conductora y mecánica, y fue promovida a Junior Commander (capitán) honoraria cinco meses después.
Durante la guerra, se desarrollaron planes para sofocar al nacionalismo galés al afiliarse Isabel más estrechamente con Gales. Los políticos galeses promovieron la propuesta de que se convirtiera en princesa de Gales en su 18.º cumpleaños. La idea fue apoyada por el ministro del Interior, Herbert Morrison, pero fue rechazada por el rey porque consideraba que era un título que pertenecía únicamente a la esposa del príncipe de Gales. Además, este último siempre había sido el heredero (por lo general, el hijo mayor del soberano) e Isabel era solo la heredera legal y podría ser reemplazada en la línea de sucesión si el rey tuviera un hijo. En 1946, fue incluida en la comunidad galesa Gorsedd de Bardos en el Eisteddfod Nacional de Gales.

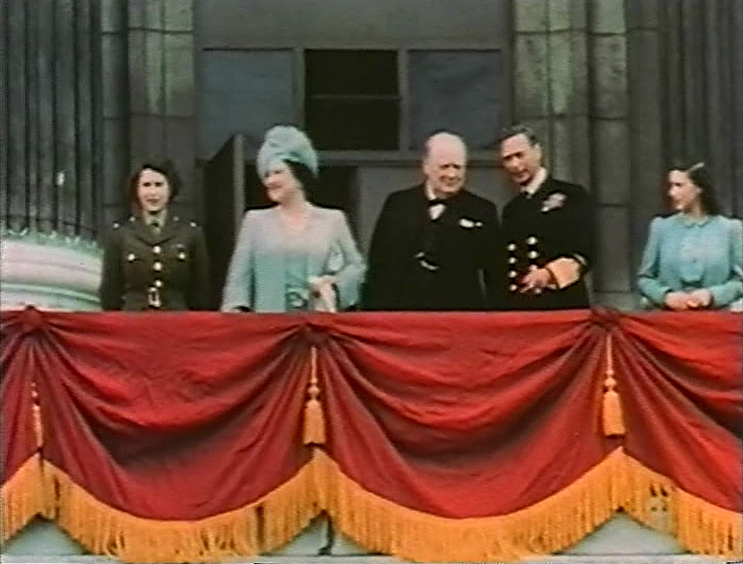
Elizabeth (primera a la izquierda) en el balcón del Palacio de Buckingham junto a su familia y Winston Churchill el 8 de mayo de 1945.

En el final de la guerra, en el Día de la Victoria en Europa, Isabel y su hermana se dispersaron entre la multitud de forma anónima para celebrar en las calles de Londres. Más tarde, dijo en una entrevista: «Les preguntamos a nuestros padres si podíamos salir y ver [la celebración] por nuestra cuenta. Recuerdo que estábamos aterrorizadas de que fuéramos reconocidas... recuerdo las filas de personas desconocidas uniendo sus brazos y caminando por Whitehall, todos fuimos simplemente invadidos por una marea de felicidad y alivio». Dos años más tarde, hizo su primera gira por el extranjero cuando acompañó a sus padres al sur de África. Durante el recorrido, en una emisión especial a la Mancomunidad de Naciones el día de su vigésimo primer cumpleaños, prometió: «Declaro ante ustedes que mi vida entera, ya sea larga o corta, será dedicada a nuestro servicio y al servicio de nuestra gran familia imperial a la que todos pertenecemos».

### Matrimonio

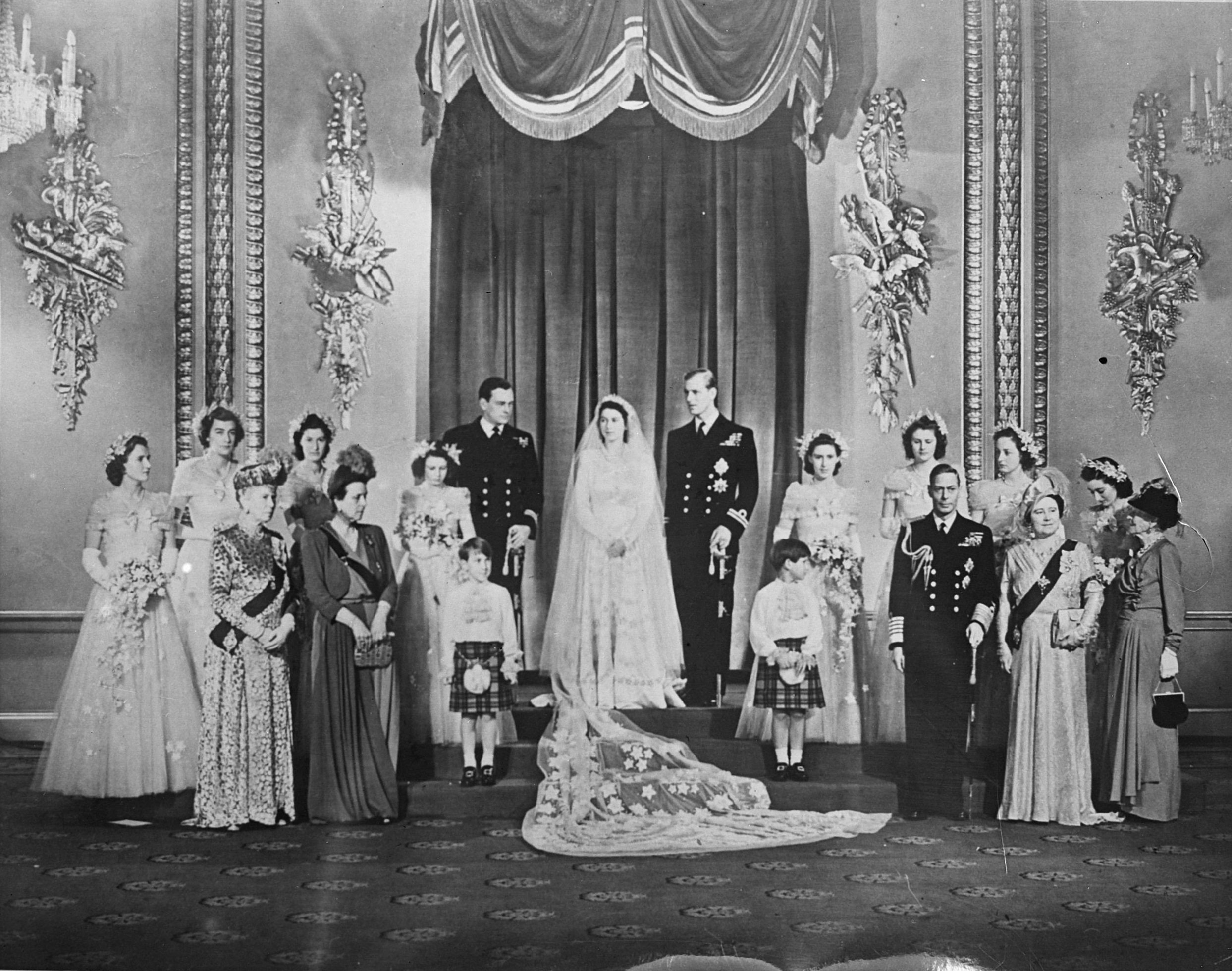
En el Palacio de Buckingham posando en una fotografía tomada después de su boda. Retratados se encuentran su esposo Felipe, algunos familiares y otros invitados, 1947.

Conoció a su futuro esposo, el príncipe Felipe de Grecia y Dinamarca, en 1934 y lo volvió a ver en 1937. Después de otra reunión en el Britannia Royal Naval College en julio de 1939, —con tan solo trece años— se enamoró de Felipe, hijo de los príncipes Andrés de Grecia y Alicia de Battenberg, y comenzaron a comunicarse por cartas. Se casaron el 20 de noviembre de 1947 en la abadía de Westminster. Ambos son sobrina y tío en tercer grado por parte del rey Christian IX de Dinamarca y primos terceros por parte de la reina Victoria. Antes del matrimonio, Felipe renunció a sus títulos griegos y daneses, se convirtió de la ortodoxia griega al anglicanismo y adoptó la denominación de teniente Felipe Mountbatten, tomando el apellido de la familia británica de su madre. Justo antes de la boda, fue designado duque de Edimburgo y recibió el tratamiento de Su Alteza Real.
El matrimonio no estuvo exento de polémicas: Felipe no poseía capacidad financiera, provenía del extranjero (a través de un súbdito británico) y tenía hermanas que se habían casado con nobles alemanes relacionados con los nazis. Marion Crawford escribió: «Algunos de los consejeros del rey no lo creían suficientemente bueno para ella. Era un príncipe sin hogar ni reino...». Si bien la madre de Isabel se opuso inicialmente a la relación, más tarde le dijo al biógrafo Tim Heald que Felipe era un «caballero inglés».
Recibieron 2500 regalos de boda provenientes de todo el mundo, aunque Gran Bretaña aún no se había recuperado de la devastación de la guerra. Isabel, incluso, necesitó de cupones de racionamiento para adquirir los materiales para su vestido de novia, diseñado por el modisto Norman Hartnell en satén de color marfil y decorado con hilo de plata, bordados de tul y 10 000 perlas blancas importadas directamente de América. Su ramo de orquídeas blancas y de mirto, extraído del arbusto que había plantado la reina Victoria tras su boda, fue depositado en la tumba del soldado desconocido, acto que su madre había realizado también en 1923. Tras la ceremonia religiosa, se ofreció una comida a los invitados en el palacio de Buckingham.
En la Gran Bretaña de posguerra, no era aceptable que las relaciones alemanas de la familia del duque de Edimburgo fueran invitadas a la boda, incluyéndose a sus tres hermanas. Una de las notables ausencias fue Eduardo, el antiguo rey, que no fue invitado, mientras que su hermana, la princesa María, se ausentó por problemas de salud. Ronald Storrs afirmó que no concurrió en protesta por la exclusión de su hermano.
La ceremonia estuvo oficiada por el arzobispo de Canterbury y el de York. Se contó con la presencia de ocho damas de honor, entre ellas la prima de Isabel, Margaret Rhodes. La boda tuvo más de 2000 invitados y la radio BBC transmitió en vivo la celebración. El primer ministro Winston Churchill definió el festejo como «un toque de color en el duro camino que debemos recorrer». Michael Parker, amigo y secretario privado de Felipe, declaró que «[Felipe] se aburría terriblemente con todas las obligaciones de la realeza, todos esos compromisos formales y apretones de manos... No era lo suyo».
Isabel dio a luz a su primer hijo, el príncipe Carlos, el 14 de noviembre de 1948, menos de un mes después de que Jorge VI emitiera una patente real, la cual permitía a sus hijos utilizar el tratamiento y título de príncipe o princesa. La pareja tuvo una hija en 1950, la princesa Ana.
Después de la boda, la pareja real residió en Windlesham Moor cerca del castillo de Windsor, hasta el 4 de julio de 1949, cuando se instalaron en Clarence House, en Londres. Durante repetidas ocasiones entre 1949 y 1951, el duque de Edimburgo fue destinado al protectorado británico de Malta como oficial de la Marina Real. Tanto él como su esposa, vivieron de forma intercalada, durante varios meses, en la aldea maltesa de Gwardamangia, en Villa Guardamangia y en la casa alquilada del tío de Felipe, lord Mountbatten. Sin embargo, sus hijos permanecieron en el Reino Unido.

## Reinado

### Sucesión y coronación

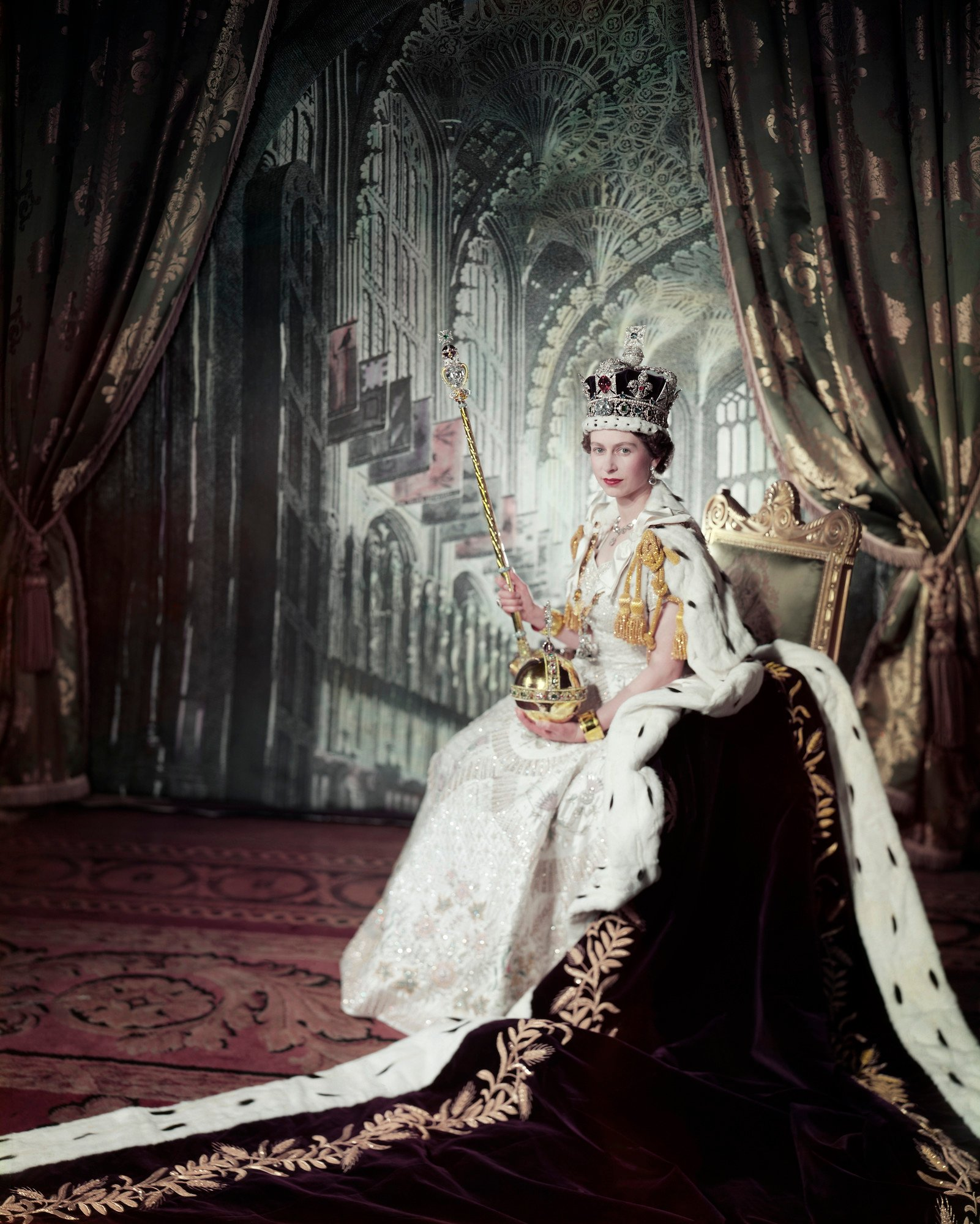
Retrato de coronación por Cecil Beaton, 1953.

En diciembre de 1936 el rey Eduardo VIII del Reino Unido abdicó para poder contraer matrimonio con la divorciada plebeya Wallis Simpson de Estados Unidos, convirtiendo a su hermano menor Alberto en el nuevo monarca con el nombre de Jorge VI del Reino Unido y a su sobrina Isabel en princesa heredera. Desde entonces, joven, pero decidida, comenzó a configurar su imagen como futura reina. La salud de Jorge VI empeoró considerablemente durante 1951 (se le diagnosticó cáncer de pulmón en septiembre, padeció una obstrucción arterial y se le practicó una resección pulmonar) e Isabel pronto lo reemplazó en prácticamente todos los actos públicos. En octubre de ese año, realizó una gira por Canadá y visitó al presidente de los Estados Unidos, Harry S. Truman en Washington; en el viaje, su secretario privado, Martin Charteris, llevaba consigo la declaración de adhesión, en caso de que el rey muriera durante la gira. A principios de 1952, Isabel y Felipe partieron para una gira por Australia, Nueva Zelanda y Kenia. El 6 de febrero de 1952, cuando apenas habían llegado a Sagana Lodge —su residencia en este último país— y tras pasar una noche en el hotel Treetops, recibieron la noticia de la muerte del rey. Felipe fue el encargado de transmitirle el hecho a la nueva reina. Charteris le pidió que escogiera un nombre para desempeñar el cargo; optó por Isabel, «por supuesto», según declaró. Fue proclamada reina y la comitiva real se apresuró para regresar al Reino Unido, donde el matrimonio fue trasladado al palacio de Buckingham.
Con la adhesión de Isabel, parecía probable que la casa real llevase el nombre de su marido. Lord Mountbatten pensó que se convertiría, a partir de entonces, en la Casa Mountbatten, ya que Isabel habría tomado el apellido de Felipe tras el matrimonio. Sin embargo, la reina María y el primer ministro británico Winston Churchill se manifestaron a favor de mantener el nombre de la Casa de Windsor. El duque, por su parte, se quejó: «soy el único hombre en el país al cual no se le permite dar su apellido a sus propios hijos». En 1953, después de la muerte de la reina María el 24 de marzo de 1953 y la renuncia de Churchill en 1955, se adoptó el apellido Mountbatten-Windsor para Felipe y los descendientes masculinos de Isabel que no posean títulos reales.
En medio de los preparativos para la coronación, la princesa Margarita informó a su hermana de que quería casarse con Peter Townsend, un plebeyo divorciado dieciséis años mayor que ella y con dos hijos de su anterior matrimonio. La reina les pidió que esperaran un año; en palabras de Martin Charteris, «la reina fue naturalmente simpática con la princesa, pero creo que ella pensó —más bien, esperó— que en un momento dado, el noviazgo terminara». Los políticos de alto rango estaban en contra de la unión y la Iglesia de Inglaterra no permitía el matrimonio después del divorcio. Si Margarita contraía matrimonio civil, tenía que renunciar a su derecho de sucesión. Finalmente, decidió abandonar sus planes con Townsend. En 1960, se casó con Antony Armstrong-Jones, I conde de Snowdon. La pareja se divorció en 1978 y Margarita no volvió a casarse.
A pesar del deceso de la reina María, diez semanas antes de la coronación, esta se celebró en la Abadía de Westminster el 2 de junio de 1953. Antes de morir, la reina María había aclarado que en caso de su fallecimiento la coronación no debía posponerse. Toda la ceremonia, con excepción de la unción y la comunión, fue televisada por primera vez en la historia británica y la cobertura fue fundamental para impulsarle popularidad al medio; el número de licencias de televisión en el Reino Unido se duplicó a tres millones, y más de veinte millones de espectadores vieron el evento en las casas de sus amigos o vecinos. En América del Norte, poco menos de cien millones de espectadores vieron las transmisiones. Isabel lució un vestido encargado a Norman Hartnell bordado, según sus instrucciones, con los emblemas florales de los países de la Mancomunidad de Naciones: rosa Tudor inglesa, cardo escocés, puerro galés, shamrock irlandés, zarzo dorado australiano, hoja de arce canadiense, helecho plateado neozelandés, protea sudafricana, loto sagrado para India y Ceilán, y trigo, algodón y yute para Pakistán. Fue la monarca que más tiempo ha reinado en la historia británica. Solo otros cinco reyes y reinas han reinado al Reino Unido durante más de cincuenta años: Victoria (sesenta y tres años), Jorge III (cincuenta y nueve años), Enrique III (cincuenta y seis años), Eduardo III (cincuenta años) y Jacobo I (cincuenta y ocho años).

### Continuando con la evolución de la Mancomunidad de Naciones

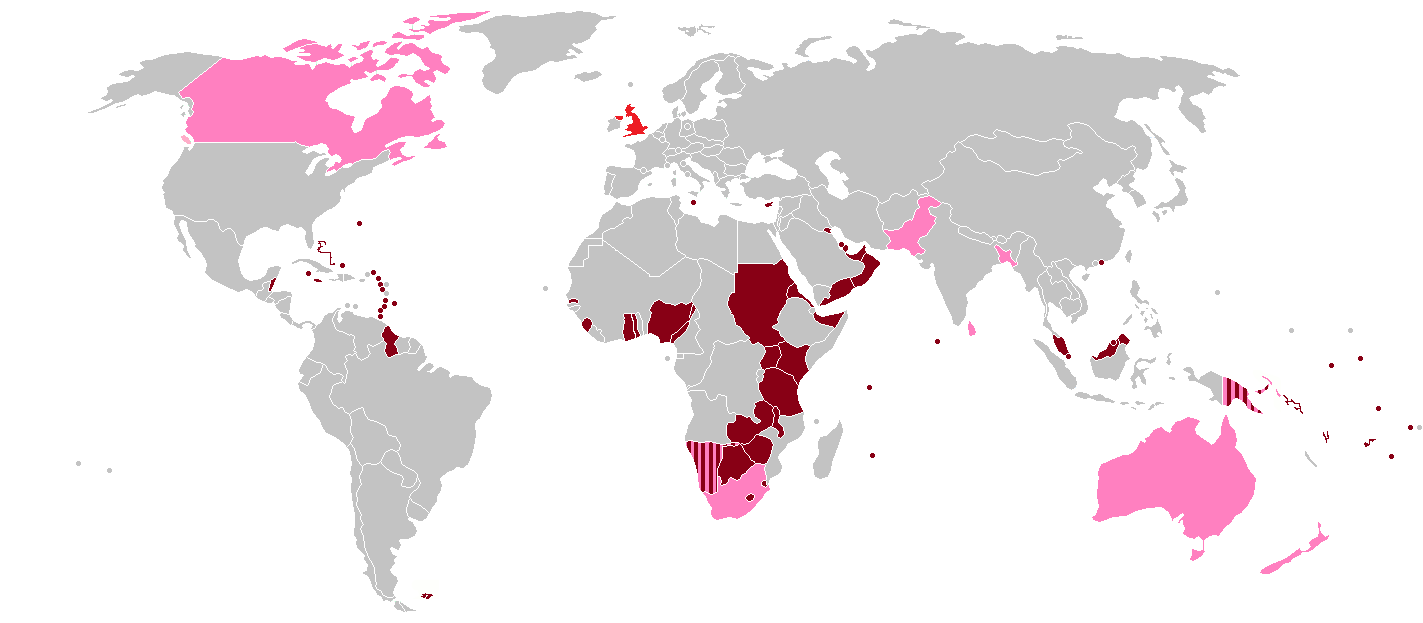
Los reinos de Isabel (rojo claro y rosa) y sus territorios y protectorado (rojo oscuro) al comienzo de su reinado en 1952.

A lo largo de su vida, fue testigo de la transformación progresiva del Imperio británico a la Mancomunidad de Naciones. En el momento de su ascensión al trono en 1952, su papel como jefe nominal de varios Estados independientes ya se encontraba establecido. Entre 1953 y 1954, la reina y su marido se embarcaron en una gira de seis meses alrededor del mundo, convirtiéndose en la primera reina de Australia y Nueva Zelanda en visitar estos países. Durante el recorrido, las multitudes que se acercaban eran inmensas; se calculó que tres cuartas partes de la población australiana observaron pasar a Isabel. A lo largo de su reinado, ha realizado numerosas visitas de Estado a otros países, en especial a aquellos pertenecientes a la Mancomunidad de Naciones, lo que la llevó a ser la monarca que más ha viajado en la historia de Reino Unido.
En 1956, el primer ministro francés Guy Mollet y el primer ministro británico Anthony Eden, debatieron sobre la posibilidad de incluir a Francia en la Mancomunidad de Naciones. La propuesta nunca fue aceptada, y al año siguiente Francia firmó los Tratados de Roma, que establecían la creación de la Comunidad Económica Europea, precursora de la Unión Europea. En noviembre de 1956, Reino Unido y Francia invadieron Egipto en un intento fallido por recuperar el canal de Suez. La polémica se desató cuando lord Mountbatten declaró que la reina se opuso a la invasión, al tiempo que Eden negó tal afirmación y finalmente dimitió dos meses después.
La ausencia de un mecanismo formal en el Partido Conservador para la elección de un líder significaba que, tras la dimisión de Eden, le correspondía a la reina decidir quiénes integrarían la comisión para formar el nuevo gobierno. Eden recomendó a Isabel que lo consultase con lord Salisbury (el lord presidente del Consejo). Lord Salisbury y lord Kilmuir (el lord canciller) consultaron al Gabinete, a Winston Churchill y a los legisladores del Consejo de Administración del Comité 1922; como resultado, Isabel nombró a su candidato recomendado: Harold Macmillan.
En 1957, la crisis de Suez y la elección del sucesor de Eden llevaron a la primera gran crítica contra la reina. En una publicación editada y producida por lord Altrincham, él la acusó de «haber perdido el contacto». Altrincham fue denunciado por varias figuras públicas y agredido físicamente por un miembro del público enfadado por sus comentarios. Seis años después en 1963, Macmillan dimitió y recomendó a la reina de designar como primer ministro al conde Home, consejo que siguió. También sería otra vez el blanco de las críticas por el nombramiento del primer ministro con el asesoramiento de un pequeño grupo de ministros, o solo uno de ellos. En 1965, los conservadores optaron por un mecanismo formal para la elección de un líder, lo que la eximió de participar.

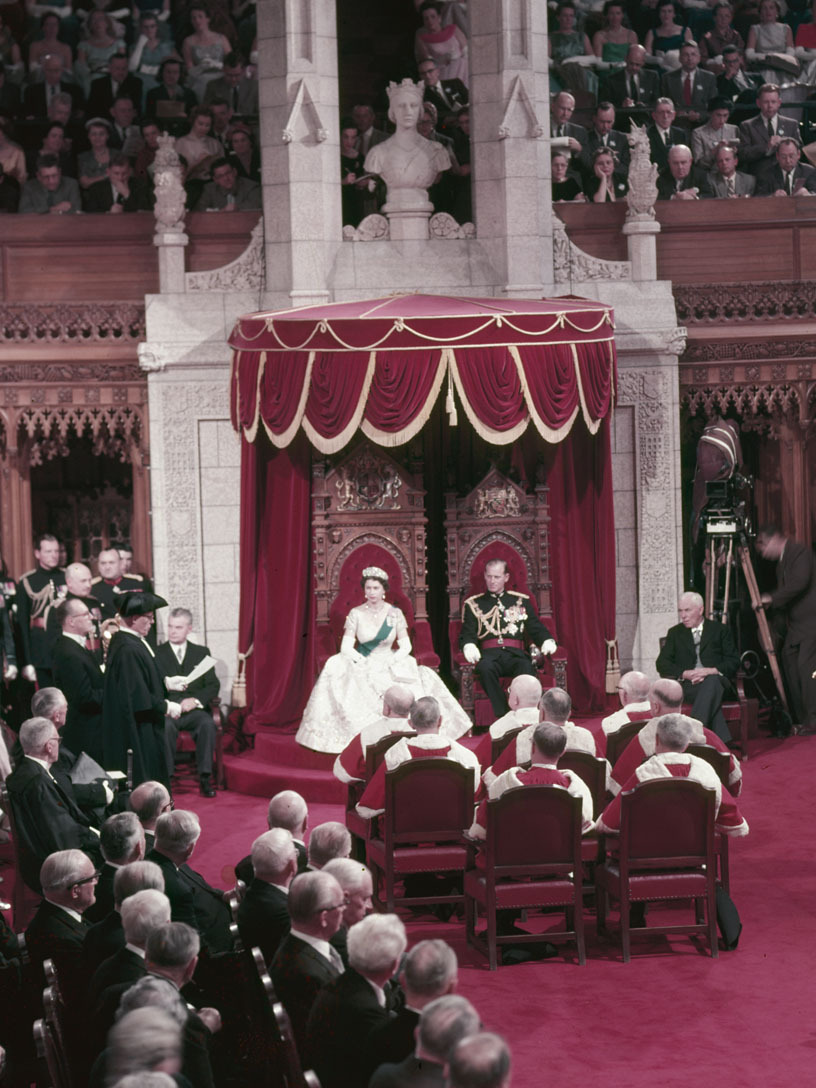
Sentada junto al príncipe Felipe en los tronos del Parlamento canadiense, 1957.

En 1957, Isabel realizó una visita de Estado en representación de la Mancomunidad de Naciones a los Estados Unidos, donde se dirigió a la Asamblea General de las Naciones Unidas. En la misma gira, inauguró la vigésimo tercera sesión parlamentaria de Canadá, convirtiéndose en el primer monarca de ese país en realizarlo. Dos años más tarde, volvió a visitar Estados Unidos como representante de Canadá. En 1961, realizó una gira por Chipre, India, Pakistán, Nepal e Irán. Durante una visita a Ghana el mismo año, desestimó los temores acerca de su seguridad, a pesar de que el presidente Kwame Nkrumah, quien la había reemplazado como jefe de Estado, era un blanco para los asesinos. Harold Macmillan escribió: «La reina siempre ha sido absolutamente decidida... Es impaciente con la actitud que toman hacia ella como si fuera... una estrella de cine... de verdad tiene "el corazón y el estómago de un hombre"... ama el deber y lo que significa el ser una reina». En 1959, junto al presidente Dwight D. Eisenhower, inauguró oficialmente la vía marítima del San Lorenzo, sistema de esclusas, conductos y canales que permite a los buques oceánicos viajar desde el océano Atlántico hasta el lago Superior.
Sus embarazos de los príncipes Andrés y Eduardo en 1959 y 1963 respectivamente, fueron las dos únicas ocasiones en las que la reina se ausentó en las ceremonias de apertura de las sesiones parlamentarias del Reino Unido. Además de cumplir con sus actos tradicionales, también instituyó nuevos hábitos. Su primer paseo real, rodeada por miembros del público en general, tuvo lugar durante una gira por Australia y Nueva Zelanda en 1970.
Las décadas de 1960 y 1970 estuvieron marcadas por una aceleración de la descolonización de África y el Caribe. Más de veinte países se independizaron del Reino Unido como parte de una transición planificada hacia un gobierno autónomo. En 1965, sin embargo, el primer ministro de Rodesia, Ian Smith, autoproclamó la independencia pese a la oposición de los movimientos de los negros, retirándola de la Mancomunidad de Naciones. Aunque la reina despidió a Smith en una declaración formal y la comunidad internacional aplicó sanciones contra Rodesia, el régimen de Smith perduró por más de una década.
En febrero de 1974, el primer ministro británico Edward Heath llamó a elecciones generales en medio de la gira de la reina por la Cuenca del Pacífico, por lo que debió interrumpir su visita para volar de regreso a Gran Bretaña. El resultado inconcluso de la elección significó que Heath, cuyo Partido Conservador tenía la mayor cantidad de votos, pero no la mayoría absoluta, podría permanecer en el cargo si se formaba una coalición con los liberales. Heath renunció cuando las discusiones sobre la formación de un gobierno cooperativo fracasaron, después de que la reina hablara con el líder de la oposición, el laborista Harold Wilson, para formar un gobierno.
Un año más tarde, con la crisis constitucional australiana de 1975, el primer ministro australiano Gough Whitlam fue destituido de su cargo por el gobernador general sir John Kerr, después de que el Senado rechazara las propuestas de presupuesto de Whitlam. Como Whitlam tenía la mayoría de votos en la Cámara de Representantes, el presidente Gordon Scholes se comunicó con Isabel para revertir la decisión de Kerr. La reina se negó, afirmando que no intervendría en las decisiones reservadas para el gobernador general según lo establecido en la Constitución de Australia. Esta crisis alimentó al republicanismo australiano.

### Jubileo de Plata

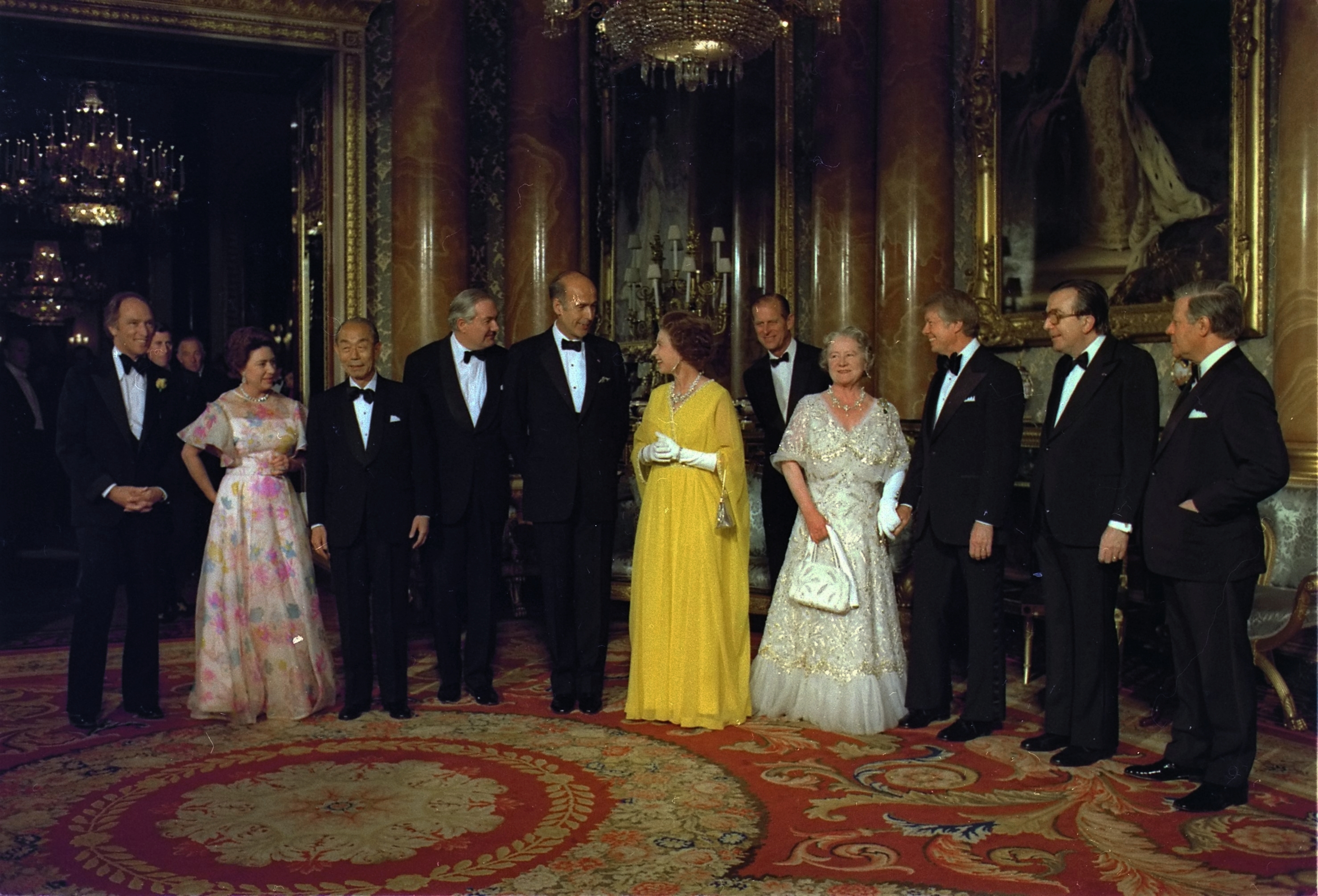
Líderes de los estados del G7, miembros de la familia real e Isabel (centro, en amarillo), Londres, 1977.

En 1977, Isabel celebró su Jubileo de Plata como reina, para el cual se llevaron a cabo fiestas y eventos a lo largo de todo Reino Unido, muchos de los cuales coincidieron con giras nacionales y viajes por países miembros de la Mancomunidad. Las celebraciones reafirmaron la popularidad de la reina, pese a las notas negativas de la prensa que se encontraba más enfocada en la separación de la princesa Margarita de su marido. En febrero de 1977, se realizaron algunas ceremonias religiosas a lo largo de todo el mes. El 17 de mayo realizó una gira a través de Glasgow y a su vez, concretó otros viajes de Estado a Samoa Occidental, Australia, Nueva Zelanda, Tonga, Fiyi, Tasmania, Papúa Nueva Guinea, Canadá y la India. Al final, se calculó que la reina junto a su marido habían recorrido más de 56 000 millas. El 6 de junio de 1977, comenzaron las celebraciones correspondientes a su jubileo de plata como reina y un día después, se dirigió en el carruaje Gold State Coach a la catedral de San Pablo de Londres para un servicio de acción de gracias al cual asistieron jefes de Estado de todo el mundo y primeros ministros británicos retirados. Después, asistió con su familia a un almuerzo en Guildhall, donde pronunció un discurso y de regreso al palacio de Buckingham saludó desde el balcón a la multitud presente. Se estimó que quinientos millones de personas observaron la procesión por televisión.
En 1978 recibió al dictador comunista de Rumania, Nicolae Ceaușescu, en una visita de Estado. Para el año siguiente, la vida de Isabel estuvo marcada por dos hechos: el desenmascaramiento de Anthony Blunt —el conservador de las obras pictóricas de la reina— como un espía comunista, y el asesinato de su tío político lord Mountbatten por parte del Ejército Republicano Irlandés Provisional.
De acuerdo con Paul Martin, a finales de la década de 1970 Isabel estaba preocupada porque «la Corona tenía poco sentido» para el primer ministro canadiense Pierre Trudeau. Tony Benn dijo que la reina se encontraba «decepcionada» con Trudeau; por otra parte, estas declaraciones parecieron confirmarse por su actitud para con la reina, por ejemplo, cuando se deslizó por las barandillas del palacio de Buckingham y efectuó algunas piruetas detrás de Isabel en 1977, o cuando eliminó algunos símbolos reales de Canadá durante su mandato. En 1980, algunos políticos canadienses arribaron a Londres para discutir la repatriación de la constitución canadiense y encontraron a Isabel «mejor informada acerca del caso constitucional de Canadá, más que cualquiera de los políticos o burócratas británicos». Estaba interesada en el debate constitucional tras el fracaso del proyecto de la ley C-60, que había afectado su papel como jefa de Estado. La repatriación había sofocado el papel del Parlamento británico en la constitución canadiense, pero se mantuvo la monarquía. Trudeau dijo en sus memorias: «La reina favoreció mi intento por reformar la Constitución. Siempre me impresionó no solo por la gracia que emitía en público en todo momento, sino también por la sabiduría que mostró durante una conversación privada».

### Años 1980

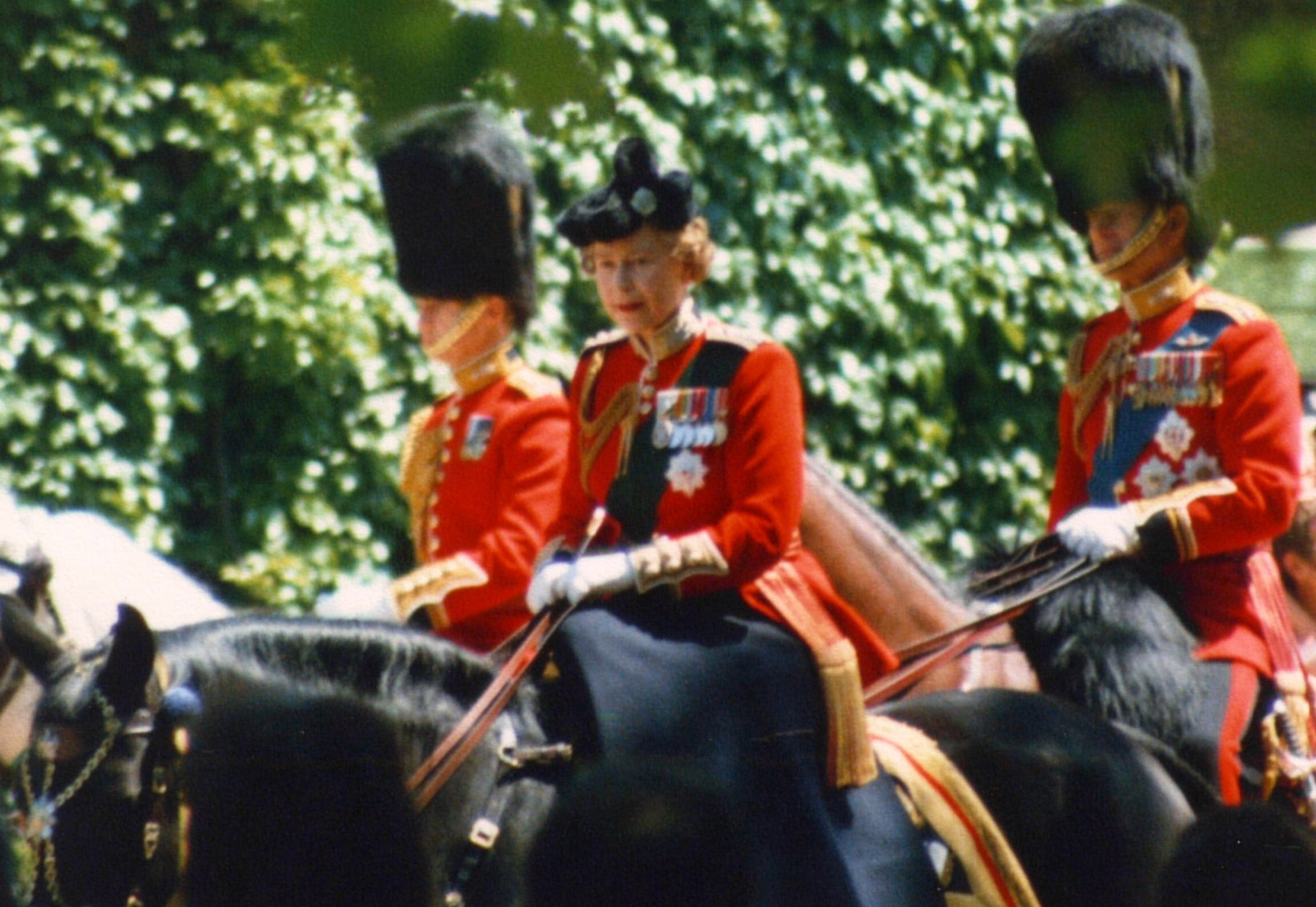
Isabel montando a «Burmese» en la ceremonia de Trooping the Colour.

Durante la ceremonia Trooping the Colour de 1981 y a sólo seis semanas de la boda del príncipe Carlos y Diana Spencer, se efectuaron seis disparos contra la reina desde una distancia corta mientras cabalgaba camino a The Mall en su caballo «Burmese». Posteriormente, la policía descubrió que las balas disparadas eran de goma. El agresor de diecisiete años de edad, Marcus Sargeant, fue condenado a cinco años de prisión y liberado luego de tres. Se elogió ampliamente la calma que mantuvo la reina y su habilidad para cabalgar. Desde abril a septiembre de ese año, la reina estuvo especialmente orgullosa y un tanto ansiosa de su hijo Andrés, mientras este servía en las Fuerzas Armadas británicas durante la guerra de las Malvinas. El 9 de julio del año siguiente, cuando despertó en su habitación del palacio de Buckingham, halló a un intruso, Michael Fagan, parado al pie de la cama. Mantuvo la calma mientras se comunicó con el departamento central de policía, y conversó con Fagan hasta que las autoridades llegaron siete minutos después. A pesar de que recibió al presidente Ronald Reagan en el castillo de Windsor en 1982 y visitó su rancho de California en 1983, se molestó cuando el gobierno estadounidense ordenó la invasión de Granada, uno de sus reinos del Caribe, sin su consentimiento previo. La visita del papa Juan Pablo II en 1982 fue la primera visita de un papa católico al Reino Unido en 450 años.
Durante la década de 1980, el gran interés mediático en las opiniones y la vida privada de la familia real británica llevó a una serie de historias sensacionalistas dentro de la prensa, aunque no todas fueron ciertas. El editor de periódico Donald Trelford escribió en The Observer el 21 de septiembre de 1986: «El serial televisivo real ha llegado a tal grado de interés público que el límite entre la realidad y la ficción se ha perdido de vista. No es justo que algunos papeles no corroboren las afirmaciones o acepte desmentidos: no les importa si las historias son verdaderas o no».[cita requerida] Se informó, inclusive, en la edición de The Sunday Times del 20 de julio de 1986, que Isabel estaba preocupada de que las políticas económicas de la primera ministra británica Margaret Thatcher promovieran una mayor división social, y que además se hallaba alarmada por el alto índice de desempleo, los disturbios de 1981, la violencia de la huelga de mineros de 1984 y la negativa de Thatcher a aplicar sanciones contra el apartheid en Sudáfrica. Las fuentes de los rumores incluían al ayudante real Michael Shea y al secretario general de la Mancomunidad de Naciones Ramphal Shridath, aunque Shea aclaró que sus afirmaciones fueron sacadas de contexto y modificadas por la prensa. Thatcher supuestamente dijo que la reina votaría por el Partido Social Demócrata, los opositores políticos de Thatcher. El biógrafo de la primera ministra, John Campbell, afirmó que «los reportes sólo eran un pedazo de travesuras del periodismo». Para desmentir los informes de acrimonia entre ellas, Thatcher admitió más tarde su admiración por la reina y, después la asunción de John Major, Isabel otorgó dos honores a Thatcher: la Orden del Mérito y la Orden de la Jarretera.
En 1987, el nuevo gobierno electo en Fiyi fue depuesto por un golpe militar. Isabel, como jefa de Estado, apoyó los intentos del gobernador general, Ratu sir Penaia Ganilau, para afianzar el poder ejecutivo y negociar un acuerdo. El líder del golpe, Sitiveni Rabuka, depuso a Ganilau, abolió la monarquía y declaró a Fiyi una república. A principios de 1991, el espíritu republicano en Gran Bretaña aumentó debido a las estimaciones que hacía la prensa sobre el patrimonio particular de la reina, las cuales fueron refutadas por el palacio, y los rumores acerca de los noviazgos y tensiones matrimoniales en su extensa familia. La participación de los miembros más jóvenes de la realeza en el evento de beneficencia It's a Royal Knockout fue ridiculizada, y la reina fue el blanco de la sátira.

### Años 1990
En 1991, a raíz de la victoria en la guerra del Golfo, Isabel se convirtió en el primer monarca en abordar una sesión en el Congreso de los Estados Unidos. Al año siguiente, intentó salvar el matrimonio de su hijo mayor, Carlos, mediante asesorías para él y su esposa, Diana, y así tratar de reconciliarlos.

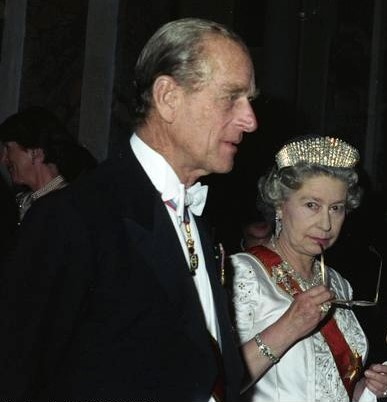
El príncipe Felipe e Isabel II, octubre de 1992.

En un discurso pronunciado el 24 de noviembre de 1992 para conmemorar el 40.º aniversario de su ascensión al trono, la reina llamó a 1992 su annus horribilis, es decir, «año horrible». En marzo, su segundo hijo, el príncipe Andrés, duque de York, y su esposa Sarah, se separaron. En abril, su hija Ana se divorció de su marido, el capitán Mark Phillips. Durante una visita de Estado a Alemania en octubre, manifestantes furiosos le arrojaron huevos en Dresde, y en noviembre el castillo de Windsor sufrió severos daños tras un incendio devastador. La monarquía recibió críticas en aumento y el escrutinio público. En un discurso inusualmente personal, Isabel expresó que toda institución espera recibir críticas, pero sugirió que éstas debían expresarse con un «toque de humor, ternura y comprensión». Dos días más tarde, el primer ministro John Major anunció reformas en las finanzas reales que se habían planeado desde el año anterior, incluyendo un pago de impuesto sobre la renta por primera vez, comenzando en 1993, y una reducción de la lista civil. En diciembre, Carlos y Diana se separaron formalmente, y el año finalizó con una demanda de la reina al periódico The Sun por violación de derechos de autor cuando se publicó el texto de su mensaje anual de Navidad dos días antes de su emisión. El diario se vio obligado a pagar los gastos legales y donó 200 000 libras a obras benéficas.
En los años siguientes, los rumores acerca del estado matrimonial entre Carlos y Diana continuaron. En consulta con el primer ministro Major, el arzobispo de Canterbury, George Carey, su secretario privado, Robert Fellowes, y su marido, Isabel le escribió a Carlos y Diana en diciembre de 1995 diciendo que el divorcio era una opción deseable. Un año después del divorcio que tuvo lugar en 1996, Diana murió en un accidente automovilístico en París el 31 de agosto de 1997, momento en que la reina se hallaba de vacaciones en Balmoral con su hijo y nietos. Los dos hijos de Diana querían ir a la iglesia, así que sus abuelos los llevaron por la mañana. Después de una única aparición pública, durante cinco días la reina y el duque protegieron a sus nietos del intenso interés de la prensa, manteniéndolos en Balmoral, donde podían llorar a su madre en privado; sin embargo, el aislamiento de la familia real causó consternación pública. Bajo la presión de la reacción del público hostil, la reina volvió a Londres y acordó una transmisión en vivo a todo el mundo el 5 de septiembre, un día antes al funeral de Diana. En la emisión, expresó su admiración por ella y sus sentimientos «como abuela» de los príncipes Guillermo y Enrique. Como resultado, gran parte de la hostilidad pública desapareció.

### Años 2000

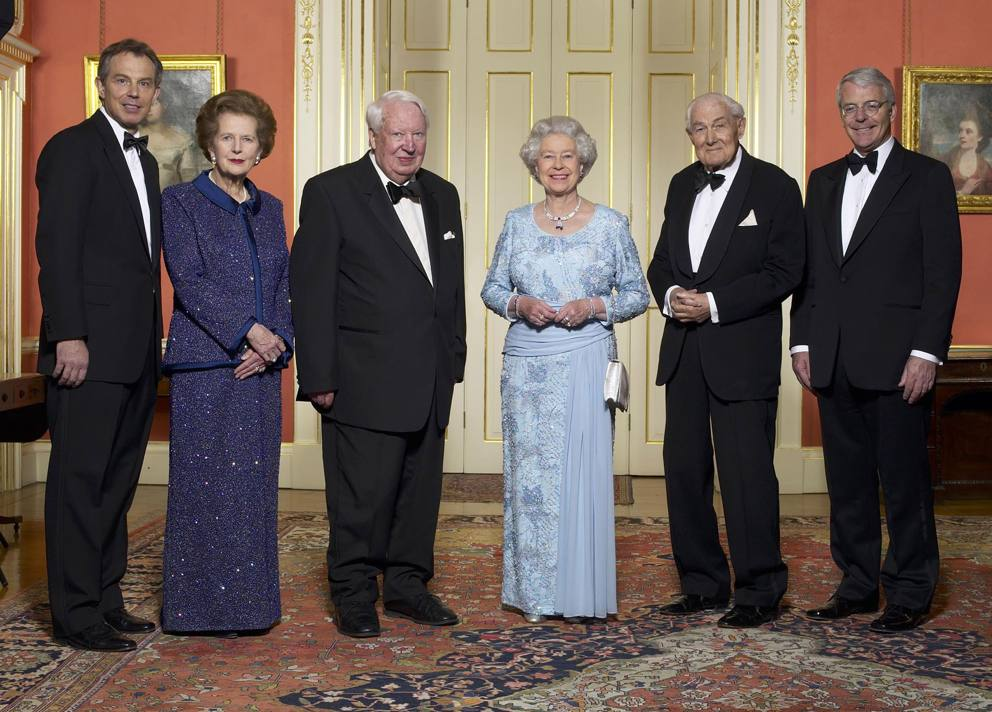
En una cena del Jubileo de Oro con el primer ministro británico Tony Blair y ex primeros ministros, 2002. (De izquierda a derecha: Blair, Thatcher, Heath, la reina, Callaghan y Major).

En 2002 celebró su Jubileo de Oro como reina. Su hermana y su madre murieron en febrero y marzo respectivamente, y los medios de comunicación especularon sobre si el jubileo sería un éxito o un fracaso. Nuevamente realizó una extensa gira por sus reinos, que comenzó en Jamaica en febrero, donde calificó como «memorable» al banquete de despedida, después de que un corte de luz en la Casa del Rey, la residencia oficial del gobernador general, los sumiera en la oscuridad. Al igual que en 1977, hubo fiestas por las calles, actos conmemorativos y la inauguración de monumentos en honor a la ocasión. Un millón de personas asistieron a las celebraciones principales durante tres días en Londres, y el entusiasmo del público hacia Isabel fue mucho mayor que el predicho los periodistas.
Aunque gozó de buena salud durante toda su vida, en 2003 debió someterse a una artroscopia en sus rodillas y en junio de 2005 suspendió algunos compromisos después de contraer un resfriado. En octubre de 2006, se perdió la inauguración del Emirates Stadium debido al dolor que le ocasionaba una contractura en su espalda. Dos meses después, fue vista con una venda en su mano derecha debido a que había sido mordida por sus perros mientras intentaba separarlos cuando peleaban. En 2011, debió suspender un servicio religioso de la Real Orden Victoriana en el castillo de Windsor a causa de una hemorragia nasal y consecutivamente, una recepción a causa de una lesión en la espalda. En marzo de 2013, debió ser ingresada en el hospital Eduardo VII a causa de una infección estomacal con síntomas de gastroenteritis.
En mayo de 2007, el diario The Daily Telegraph publicó a partir de fuentes no acreditadas que la reina estaba «desesperada y frustrada» por las políticas del primer ministro británico Tony Blair, que le había confesado en varias ocasiones su preocupación de que las Fuerzas Armadas Británicas fueran sobrecargadas en Irak y Afganistán y su temor por las cuestiones rurales y el campo en repetidas ocasiones. Sin embargo, Isabel dijo admirar los esfuerzos de Blair por alcanzar la paz en Irlanda del Norte. El 20 de marzo de 2008, en la catedral de San Patricio, en Armagh, la reina asistió a la primera misa real celebrada fuera de Inglaterra y Gales. En 2010, tuvo un encuentro en Escocia con el papa Benedicto XVI, quien recordó las profundas raíces cristianas y los valores que sostienen a Gran Bretaña y alentó a conservarlas y promoverlas ante algunas «formas más agresivas de secularismo» que ya no las «aprecian o siquiera toleran». Por invitación de la presidenta irlandesa, Mary McAleese, en mayo de 2011, la reina realizó la primera visita de Estado a la República de Irlanda.
Isabel se dirigió a las Naciones Unidas por segunda vez en 2010, en calidad de reina y jefa de la Mancomunidad de Naciones. El secretario general Ban Ki-moon la presentó como un «ancla para nuestra época». Durante una gira por Nueva York, sucedida por una visita a Canadá, inauguró de forma oficial un jardín en memoria de las víctimas británicas en los atentados del 11 de septiembre. La visita  a Australia en octubre de 2011, la decimosexta desde 1954, fue llamada su «gira de despedida» por la prensa debido a su avanzada edad.

### Años 2010 y longevidad

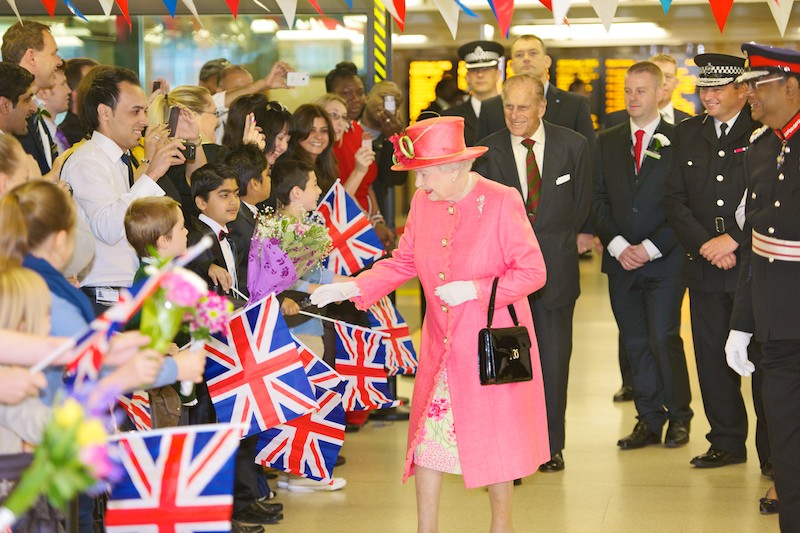
La reina visitando Birmingham en julio de 2012 como parte de su gira de su Jubileo de Diamante.

El Jubileo de diamante de Isabel conmemoró sus sesenta años como reina, con celebraciones alrededor de todos sus reinos, la amplia Mancomunidad de Naciones. En un mensaje difundido por el Palacio de Buckingham, declaró: «En este año especial, mientras me dedico nuevamente a su servicio, espero que todos recordemos el poder de la unión y la fuerza de la familia, la amistad y la buena vecindad… También espero que en este año del jubileo se convierta en un tiempo para dar gracias por los grandes avances que se han hecho desde 1952 y miren hacia el futuro con la cabeza clara y el corazón cálido». Isabel y su esposo llevaron a cabo una extensa gira por el Reino Unido, mientras que sus hijos y nietos se embarcaron en giras reales por toda la Mancomunidad en representación de la reina.
El 4 de junio, se encendieron faros de Jubileo en todo el mundo. Mientras recorría Mánchester como parte de las celebraciones de su Jubileo, hizo una aparición sorpresa en una fiesta de bodas en el Ayuntamiento de Mánchester, que luego fue noticia internacional. Luego de encabezar un desfile náutico por el río Támesis a bordo de la embarcación Spirit of Chartwell en compañía de la familia real y de aparecer en un concierto con la presencia de Paul McCartney, Elton John y Kylie Minogue —significó lo más visto del año con una audiencia media de 14,7 millones de espectadores—, finalizó las celebraciones por su Jubileo de diamantes el 5 de junio de 2012 con un servicio religioso en la Abadía de Westminster propiciado por el arzobispo de Canterbury, seguido por una recepción en Mansion House, una procesión de carrozas y la salida al balcón en el Palacio de Buckingham sin contar con la presencia de su esposo, el duque de Edimburgo, debido a que había sido internado. En noviembre, la reina y su esposo celebraron su aniversario de bodas de zafiro azul (65). El 18 de diciembre de 2012, se convirtió en la primera soberana británica en asistir a una reunión de gabinete en tiempos de paz desde que Jorge III lo hizo en 1781. El ministro de Relaciones Exteriores, William Hague, anunció poco después que la parte ubicada en el vértice sur del Territorio Antártico Británico había sido nombrado Queen Elizabeth Land en su honor.
Inauguró los Juegos Olímpicos de 1976 en Montreal, Canadá, y también inauguró los Juegos Olímpicos y Paralímpicos de Verano de 2012 en Londres, lo que la convirtió en la primera jefa de estado en inaugurar dos Juegos Olímpicos en dos países. Para los Juegos Olímpicos de Londres, se interpretó a sí misma en un cortometraje como parte de la ceremonia de apertura, junto a Daniel Craig como James Bond. El 4 de abril de 2013, recibió un BAFTA honorífico por su patrocinio de la industria cinematográfica y fue nombrada «la chica Bond más memorable hasta el momento» en la ceremonia de premiación. El 3 de marzo de 2013, ingresó en el Hospital King Edward VII como medida de precaución después de desarrollar síntomas de gastroenteritis. Regresó al Palacio de Buckingham al día siguiente. Una semana después, firmó la nueva Carta de la Mancomunidad. Debido a su edad y la necesidad de limitar los viajes, en 2013 decidió no asistir a la reunión bienal de jefes de Gobierno de la Mancomunidad de Naciones por primera vez en cuarenta años. Estuvo representada en la cumbre de Sri Lanka por el príncipe Carlos. Se sometió a una cirugía de cataratas en mayo de 2018. En marzo de 2019, optó por dejar de conducir en la vía pública, en gran parte como consecuencia de un accidente automovilístico que involucró a su esposo dos meses antes.

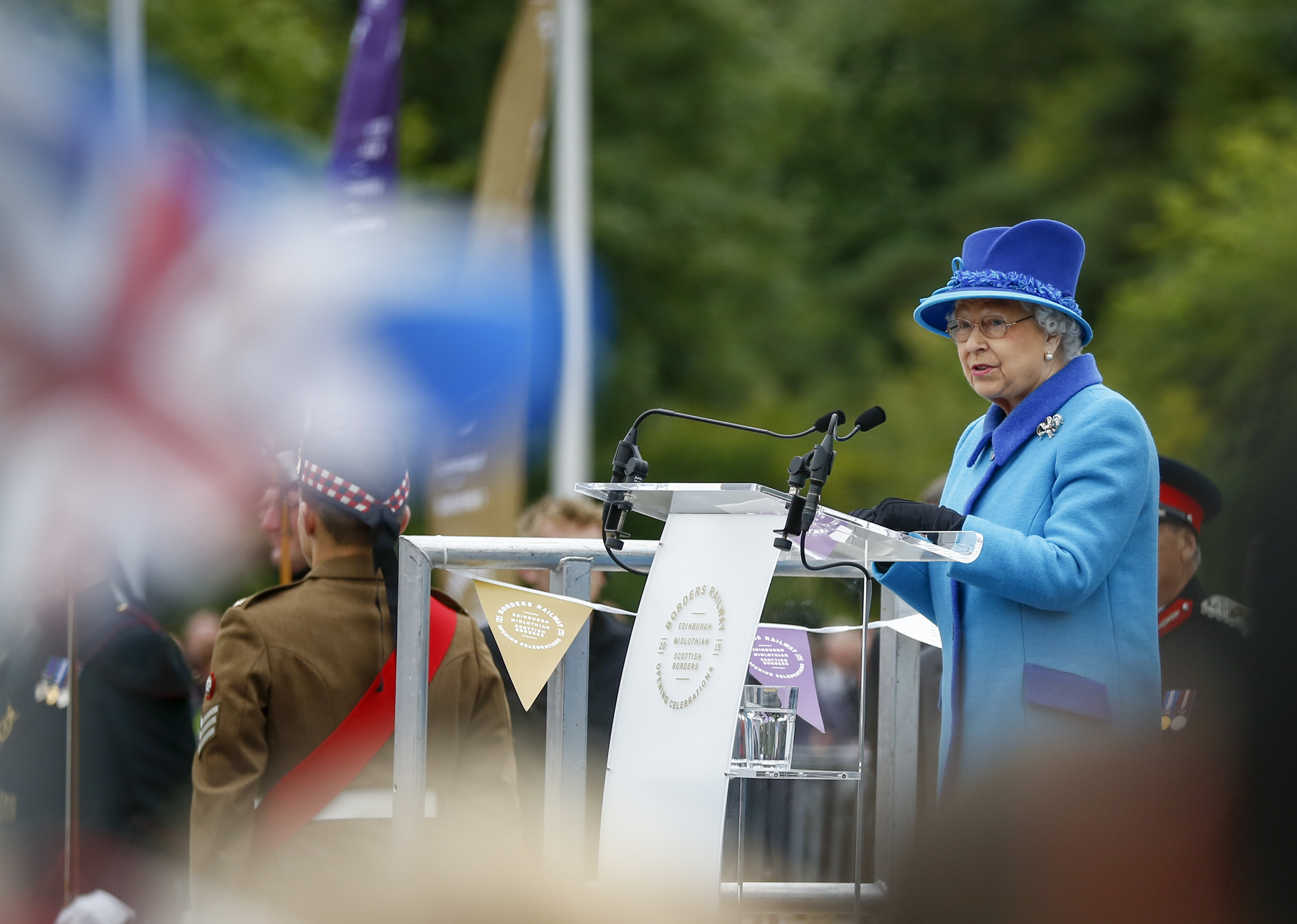
La reina inauguró el Ferrocarril de las Fronteras el día en que se convirtió en la monarca británica con el reinado más largo en 2015. En su discurso, dijo que nunca había aspirado a alcanzar ese hito.

Superó a su tatarabuela, la reina Victoria, para convertirse en la monarca británica más longeva el 21 de diciembre de 2007, y la monarca británica con el reinado más largo y la reina reinante y jefa de estado con el reinado más largo del mundo el 9 de septiembre de 2015. Se convirtió en la monarca actual de mayor edad después de que el rey Abdullah de Arabia Saudita muriera el 23 de enero de 2015. Más tarde se convirtió en la monarca actual con el reinado más largo y la jefa de estado actual con más años de servicio tras la muerte del rey Bhumibol de Tailandia el 13 de octubre de 2016, y la jefa de estado actual más antigua tras la renuncia de Robert Mugabe el 21 de noviembre de 2017. El 6 de febrero de 2017, se convirtió en la primera monarca británica en conmemorar un Jubileo de Zafiro, y el 20 de noviembre, fue la primera monarca británica en celebrar un aniversario de bodas de platino. Felipe se había retirado de sus funciones oficiales como consorte en agosto de 2017.
El 20 de abril de 2018, los líderes gubernamentales de la Mancomunidad de Naciones anunciaron que Carlos la sucederá como jefe de la Mancomunidad. La reina declaró que era su «deseo sincero» que Carlos la siguiera en ese papel.

### Años 2020, Pandemia de COVID-19 y últimos años
El 19 de marzo de 2020, se mudó al castillo de Windsor y se recluyó allí como medida de precaución, ya que la pandemia de COVID-19 azotó el Reino Unido. Se cancelaron los compromisos públicos y el castillo de Windsor siguió un estricto protocolo sanitario apodado «HMS Bubble». El 5 de abril, en una transmisión televisada vista por unos veinticuatro millones de espectadores en el Reino Unido, pidió a la gente que «se consolara porque, si bien aún nos queda más por soportar, volverán días mejores». Añadió: «volveremos a estar con nuestros amigos, volveremos a estar con nuestras familias, volveremos a vernos».
El 8 de mayo, 75 aniversario del Día VE, en una emisión a las 9 p. m., hora exacta en la que su padre Jorge VI transmitía en 1945, pidió a la gente que «nunca se rindiera, nunca se desesperara». En octubre, llevó a cabo su primer compromiso público desde marzo y visitó el Laboratorio de Ciencia y Tecnología de Defensa del Reino Unido para inaugurar oficialmente su nuevo Centro de Análisis Energético. El 4 de noviembre, apareció enmascarada por primera vez, durante una peregrinación privada a la tumba del soldado desconocido en la Abadía de Westminster, para conmemorar el centenario de su entierro. El mismo mes, debido al aumento en el riesgo de infección por COVID, junto con príncipe Felipe, regresó al castillo de Windsor, donde celebraron su 73.er aniversario de bodas. El 9 de enero de 2021, el palacio de Buckingham anunció que la reina y el príncipe Felipe habían recibido su primera dosis de vacuna contra el COVID-19. Recibió su segunda dosis en abril, antes de su primera aparición pública en persona de 2021.
Felipe murió el 9 de abril de 2021, convirtiendo a Isabel en la primera monarca británica en reinar como viudo o viuda desde Victoria. Felipe falleció dos meses antes de cumplir cien años, y doce días antes de que ella misma cumpliera los 95 años de edad. El matrimonio de Isabel II fue el más duradero en la historia de la familia real, la pareja estuvo junta durante más de setenta y tres años. En privado comentó que su muerte le «dejó un gran vacío».Debido a las restricciones de COVID-19, se sentó sola en el funeral de su esposo, lo que despertó la simpatía de personas de todo el mundo. A pesar de la pandemia, participó en la apertura estatal del parlamento de 2021y organizó una recepción para los líderes del G7 en Cornualles, como parte de la 47.ª Cumbre del G7. El 5 de julio, en el 73.er aniversario de la fundación del National Health Service, anunció, en un mensaje personal escrito a mano, que el NHS recibiría la George Cross para «reconocer a todo el personal del NHS, pasado y presente, en todas las disciplinas y en las cuatro naciones».

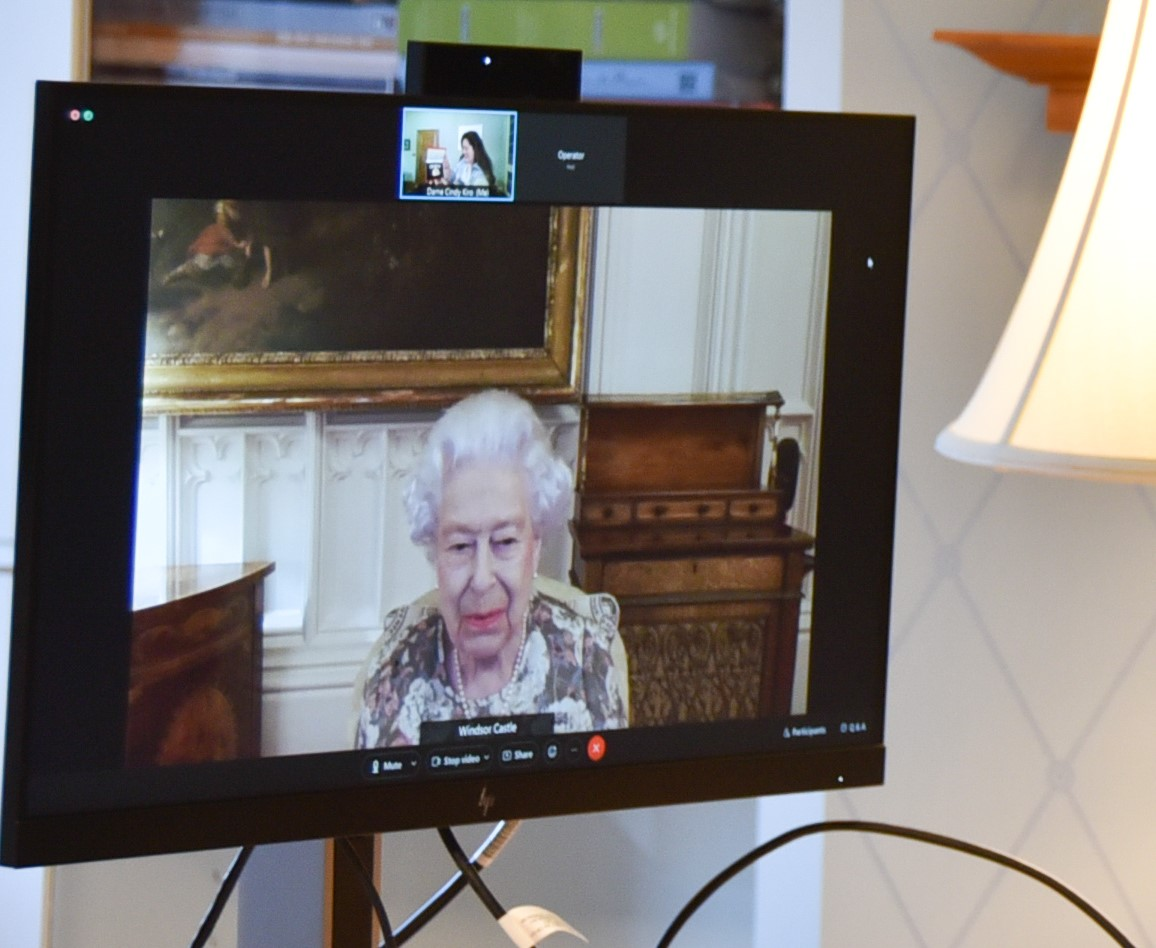
La reina en una reunión virtual con Cindy Kiro, gobernadora general de Nueva Zelanda, durante la pandemia de COVID-19, octubre de 2021.

En octubre de 2021, comenzó a usar un bastón para sentirse cómoda durante los compromisos públicos por primera vez desde su operación en 2004. El 19 de octubre, rechazó el premio The Oldie, el premio al anciano del año y le dijo al nominador Gyles Brandreth en una carta: «Eres tan viejo como te sientes». Fue hospitalizada brevemente el 20 de octubre, después de cancelar una visita a Irlanda del Norte por motivos de salud, pero abandonó el hospital al día siguiente. La hospitalización solo se confirmó oficialmente después de que The Sun publicara la historia como exclusiva de primera plana.La misma semana, canceló sus planes de viajar a la cumbre COP26 en Glasgow siguiendo el consejo de su médico de descansar, y en su lugar entregó su dirección a través de un mensaje de video. Tampoco pudo asistir al Servicio Nacional del Recuerdo de 2021 después de torcerse la espalda; se dijo que esto no estaba relacionado con el consejo médico previo de descansar. El 21 de noviembre, después de regresar a sus funciones públicas, asistió a un raro bautizo conjunto de dos de sus bisnietos en el Logia Real en Windsor Great Park, Berkshire. El 30 de noviembre, Barbados destituyó a la reina como jefa de estado y se convirtió en una república. En su transmisión de Navidad de 2021, rindió un homenaje personal a su «amado Felipe», diciendo: «Ese brillo travieso e inquisitivo fue tan brillante al final como cuando lo vi por primera vez».
El 20 de febrero de 2022, el palacio de Buckingham anunció que la reina había dado positivo por COVID-19 y estaba experimentando «síntomas leves similares a los de un resfriado». Se diagnosticaron otros casos en el castillo de Windsor y entre sus familiares.  Canceló dos audiencias virtuales el 22 de febrero. Mantuvo una conversación telefónica con el primer ministro el 23 de febrero en medio de una creciente crisis en la frontera ruso-ucraniana (Rusia invadió Ucrania un día después). El 28 de febrero, se informó que se había recuperado y pasó tiempo con su familia en Frogmore. El 6 de marzo, se informó que había hecho del castillo de Windsor su residencia permanente y no volvería a vivir en el palacio de Buckingham. El 7 de marzo, tuvo una audiencia con el primer ministro canadiense Justin Trudeau en el castillo de Windsor, que fue su primer compromiso en persona desde su diagnóstico de COVID-19. Se reunió con la primera gobernadora general indígena de Canadá, Mary Simon, en el castillo de Windsor una semana después.

### Jubileo de Platino

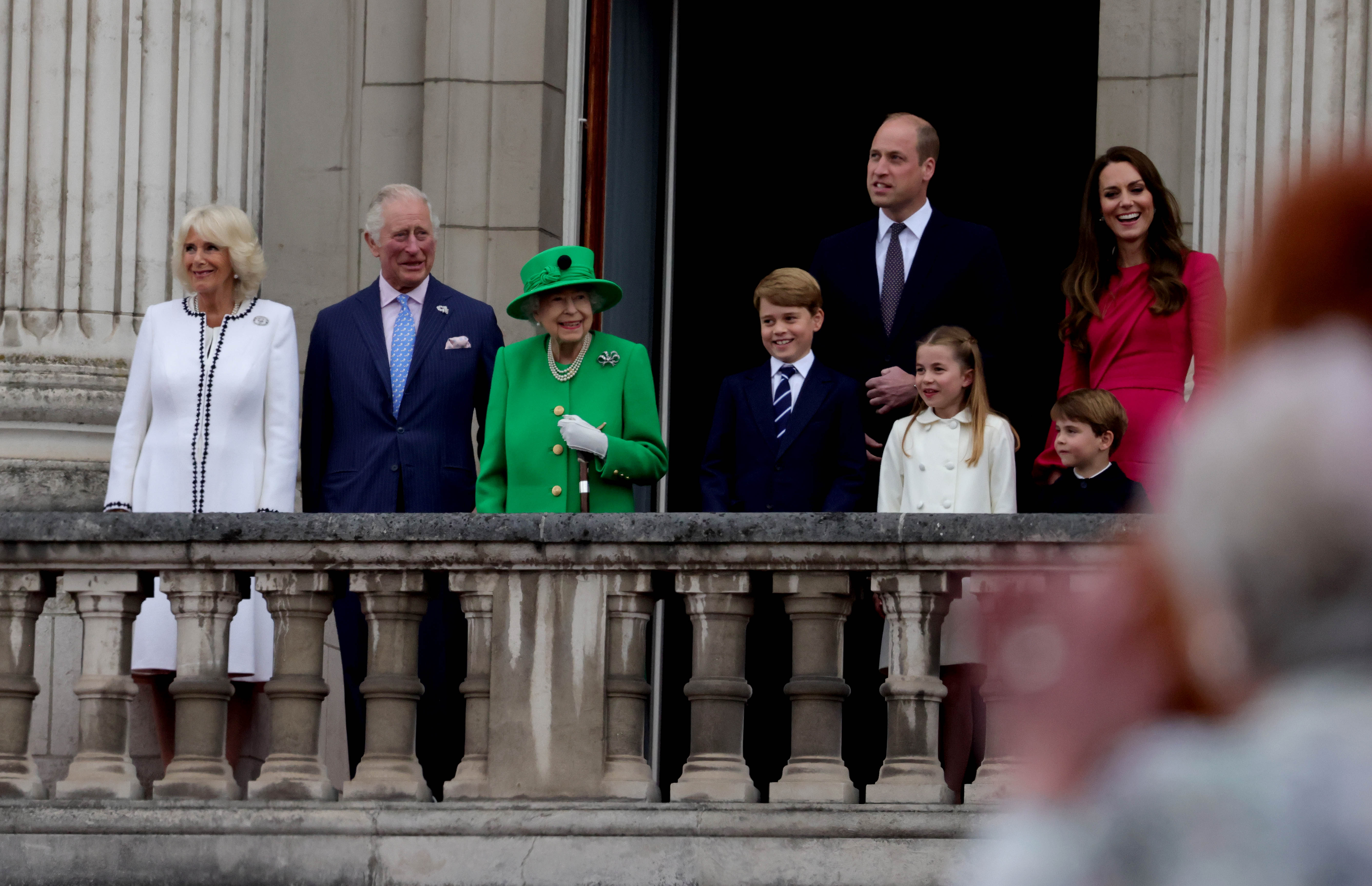
Con la familia real en el balcón del Palacio de Buckingham tras el Concurso del Jubileo de Platino, junio de 2022.

El Jubileo de Platino de la reina comenzó el 6 de febrero de 2022 al cumplirse setenta años desde que accedió al trono tras la muerte de su padre. Realizó una recepción para jubilados, miembros del Instituto de la Mujer local y voluntarios de organizaciones benéficas en la víspera de la fecha en Sandringham House. En su mensaje del Día de la Adhesión, renovó su compromiso de por vida de servicio público, que originalmente hizo en 1947.
Más tarde ese mes, tuvo «síntomas leves parecidos a un resfriado» y dio positivo por COVID-19, junto con algunos miembros del personal y familiares. Canceló dos audiencias virtuales el 22 de febrero, pero mantuvo una conversación telefónica con el primer ministro Boris Johnson al día siguiente en medio de una crisis en la frontera ruso-ucraniana, después de lo cual hizo una donación al Llamamiento Humanitario de Ucrania del Comité de Emergencia de Desastres (DEC). El 28 de febrero, se informó que se recuperó y pasó un tiempo con su familia en Frogmore. El 7 de marzo, se reunió con el primer ministro canadiense, Justin Trudeau, en el Castillo de Windsor, en su primer compromiso en persona desde su diagnóstico de COVID. Más tarde comentó que la infección por COVID-19 «lo deja a uno muy cansada y exhausta... No es un buen resultado».
El 14 de marzo, no pudo asistir al servicio anual del Día de la Mancomunidad; que tuvo un enfoque especial en su año de Jubileo de Platino. Sin embargo, se informó que esto se debió a problemas de movilidad y no a problemas relacionados con la salud, y el príncipe de Gales la representó en el servicio.
No tuvo intención de abdicar, aunque la proporción de funciones públicas realizadas por el príncipe Carlos aumentó a medida que fue reduciendo sus compromisos.
El 6 de septiembre de 2022, en el castillo de Balmoral, llevó a cabo su último acto institucional, al aceptar la renuncia del primer ministro Boris Johnson y encomendar la formación de gobierno a la vencedora de las elecciones internas del Partido Conservador, Liz Truss, Truss fue la última primera ministra en servir bajo el mando de Isabel II.

## Muerte

Homenajes dejados en The Mall, Londres, 2022.

El 8 de septiembre de 2022, el Palacio de Buckingham emitió un comunicado que decía: «Tras una evaluación adicional esta mañana, los médicos de la Reina están preocupados por la salud de Su Majestad y han recomendado que permanezca bajo supervisión médica. La Reina permanece cómoda y en Balmoral». Su familia inmediata asistió con premura a Balmoral para poder estar con ella. Murió pacíficamente a las 15:10 BST, a los 96 años de edad, con dos de sus hijos, Carlos y Ana, a su lado; Carlos inmediatamente sucedió como monarca. Su muerte fue anunciada públicamente a las 18:30, poniendo en marcha la Operación Puente de Londres y, debido a que murió en Escocia, la Operación Unicorn. Isabel fue la primera monarca en morir en Escocia desde Jacobo V, en 1542. Su certificado de defunción registró que su causa de muerte fue provocada por la «vejez».
El 12 de septiembre, el ataúd de Isabel fue llevado por Royal Mile en procesión hasta la catedral de Edimburgo, donde se colocó sobre él la Corona de Escocia. Su ataúd permaneció en reposo en la catedral durante 24 horas, custodiado por la Compañía Real de Arqueros, durante las cuales unas 33.000 personas desfilaron junto al ataúd. Fue llevado en avión a Londres el 13 de septiembre. El 14 de septiembre, su ataúd fue llevado en una procesión militar desde el Palacio de Buckingham hasta Westminster Hall, donde Isabel permaneció en estado de solemnidad durante cuatro días. El ataúd estuvo custodiado por miembros tanto del Sovereign's Bodyguard como de la Household Division. Se estima que 250.000 personas desfilaron junto al ataúd, al igual que políticos y otras figuras públicas. El 16 de septiembre, los hijos de Isabel celebraron una vigilia alrededor de su ataúd, y al día siguiente, sus ocho nietos hicieron lo mismo.

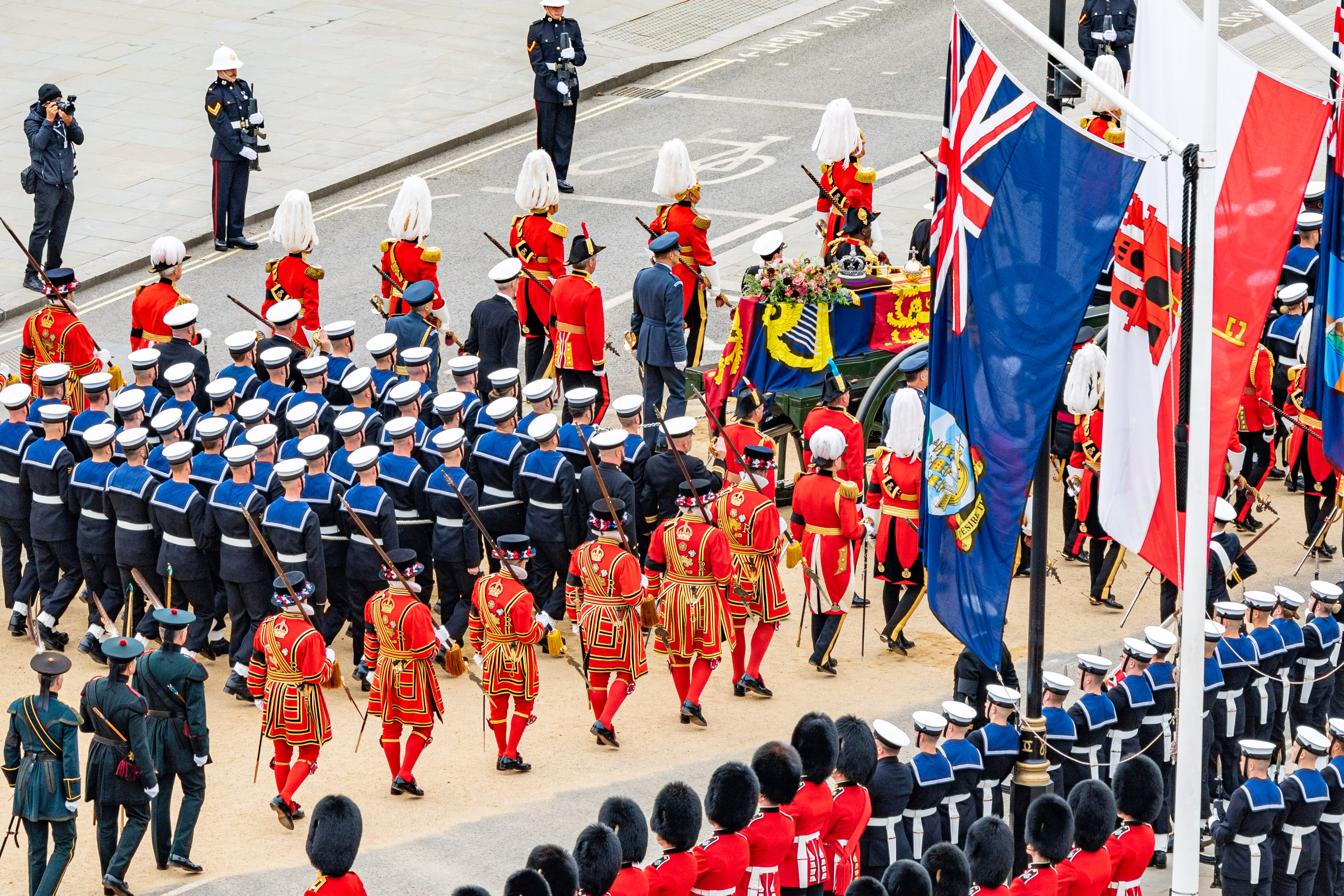
El ataúd de Isabel en el Royal Navy State Funeral Gun Carriage, durante la procesión hacia el Arco de Wellington.

El funeral de Estado de Isabel se celebró en la Abadía de Westminster el 19 de septiembre, lo que marcó la primera vez que el funeral de un monarca tenía lugar en la Abadía desde Jorge II en 1760. Más de un millón de personas se alinearon en las calles del centro de Londres, y el día fue declarado feriado en varios países de la Commonwealth. En Windsor, tuvo lugar una última procesión en la que participaron 1000 militares y que presenciaron 97.000 personas. El fell pony de Isabel y dos corgis reales, estuvieron acompañando la procesión. Después de un servicio funeral en la Capilla de San Jorge, en el Castillo de Windsor, Isabel fue enterrada con su esposo Felipe en la Capilla conmemorativa del rey Jorge VI ese mismo día, en una ceremonia privada a la que asistieron sus familiares más cercanos.

## Legado

### Percepciones públicas y críticas
Isabel rara vez concedió entrevistas y poco se supo de sus opiniones personales. Como monarca parlamentaria, no expresó sus opiniones políticas en un foro público. Tuvo un profundo sentido del deber religioso y civil, y tomó su juramento de coronación muy en serio. Aparte de su papel religioso como cabeza de la Iglesia de Inglaterra, mantuvo una excelente relación con su Iglesia y la de Escocia.
Solía reunirse con líderes de otras religiones, además de concederle su mecenazgo personal al Consejo de Cristianos y Judíos.
En su mensaje anual de Navidad para la Mancomunidad de Naciones a menudo ofreció características sobre su fe, como en el año 2000, cuando habló sobre el significado teológico del nuevo milenio que marcaba el 2000.º aniversario del nacimiento de Jesucristo:

Para muchos de nosotros, nuestras creencias son de importancia fundamental. A mí, las enseñanzas de Cristo y mi propia responsabilidad ante Dios me proporcionan un marco en el que trato de desarrollar mi vida. Yo, como muchos de ustedes, he logrado reconfortarme en momentos difíciles con las palabras y el ejemplo de Cristo.

Fue patrona de más de seiscientas organizaciones benéficas y de otros tipos. Sus aficiones principales fueron la equitación y los perros, especialmente sus Corgis. Su vestuario consistió generalmente en abrigos de colores sólidos y sombreros decorativos, que le permitieran ser vista fácilmente entre la multitud.
En la década de 1950, como una mujer joven en el comienzo de su reinado, fue representada como una glamurosa «reina de cuentos de hadas». Después del trauma de la guerra, hubo un tiempo de esperanza, anunciando un período de progreso y logros conocido como «la nueva era isabelina». La acusación de Altrincham de 1957 de que sus discursos sonaban como los de una «colegiala pedante» fue considerada extremadamente rara. A finales de 1960, el documental Royal Family y la transmisión televisiva de la investidura de Carlos como príncipe de Gales fueron el resultado de sus intentos por presentar una imagen más moderna de la monarquía.
En su jubileo de plata de 1977, las multitudes y las celebraciones fueron realmente entusiastas, pero las críticas públicas hacia la familia real en la década de 1980 aumentaron, ya que la vida personal y laboral de los hijos de Isabel fue objeto de escrutinio en los medios. Su popularidad se redujo considerablemente en los años de 1990. Presionada por la opinión pública, comenzó a pagar el impuesto sobre la renta por primera vez y el palacio de Buckingham abrió sus puertas al público. El descontento de la monarquía británica alcanzó su pico máximo con la muerte de Diana, aunque la popularidad de Isabel se recobró tras el mensaje transmitido en directo el 5 de septiembre de 1997.
En noviembre de 1999, en un referéndum en Australia sobre el futuro de la monarquía, se prefirió por su permanencia en lugar de un jefe de Estado elegido indirectamente. Las encuestas realizadas en Gran Bretaña en 2006 y 2007 revelaron un vasto apoyo hacia su figural, y los referendos de Tuvalu en 2008 y de San Vicente y las Granadinas de 2009 rechazaron las propuestas para abolir la monarquía.

### Valoración e influencia
Según algunos, su reinado estuvo caracterizado por una importante gestión de unificación nacional, a través del cual se encargó de mantener y evitar la separación del Reino Unido con sus países constituyentes, aunque no se conoce una sola iniciativa pública de la reina en ese sentido. Además, la monarca, como jefa de la Mancomunidad de Naciones, gestionó una verdadera transición de un sistema imperial a una asociación libre de naciones, en la que la cooperación mutua, la democracia y el intercambio cultural son sus principales fines. Encabezó roles considerables durante las diversas administraciones de sus primeros ministros, a través de sus elecciones de jefes de Gobierno y la conservación de la estabilidad y continuidad política del Reino Unido.
A pesar del escueto papel político al que se vio reducida la monarquía británica tras la Segunda Guerra Mundial, esencialmente limitado a actos simbólicos, y los cambios que se produjeron en la relación con las antiguas colonias, procuró preservar el carácter unificador de la Corona en el espacio político del antiguo imperio, convertido tras la descolonización en la Commonwealth.
Sus visiones de la monarquía y la manera de cómo ha realizado una paulatina transformación de esta institución a una más compatible con el siglo XXI la han convertido en el paradigma de los monarcas europeos, cuyas funciones como estadista suelen ser imitadas por numerosos jefes de Estado. Fue elegida «persona del año» por la revista Time en 1952 y, según Forbes, fue la octava líder más rica del mundo con una fortuna estimada en 450 millones de dólares.

### En la cultura popular
Fue parodiada durante la década de 1980 en el ciclo de televisión Spitting Image y en 2006 fue interpretada por la actriz Helen Mirren en The Queen, película dirigida por Stephen Frears, que relata la reacción de la reina ante la muerte de Lady Di en 1997. En 2010 fue encarnada por la joven Freya Wilson en The King's Speech (ganadora de cuatro premios Óscar, con Colin Firth y Geoffrey Rush). En la popular serie televisiva Los Simpson, figuró como estrella invitada en algunos episodios como The Regina Monologues, To Surveil With Love y The Simpsons 138th Episode Spectacular. 
También ha figurado en numerosos billetes y monedas de diferentes países: Reino Unido, Canadá, Australia, Nueva Zelanda, Fiyi, Barbados, Bahamas, Belice, así como en Bermudas, Islas Malvinas, Islas Caimán, Caribe Oriental, Gibraltar, Guernsey, Isla de Man, Jersey y Santa Elena. Las estampillas o sellos postales de Reino Unido no llevan el nombre del país, sino la efigie de la reina.
Tras el fallecimiento de la monarca, la Royal Mint del Reino Unido, entidad emisora de moneda, ha debido comenzar a diseñar el anverso de las monedas a emitir a partir del año 2023, con la efigie del nuevo rey, Carlos III, dado que, por ley, todas las monedas británicas deben llevar acuñada el retrato del rey o reina en el trono. Sin embargo, esta situación también ha abierto la posibilidad de que algunos países de la Mancomunidad de Naciones o Commonwealth rehúsen a reemplazar el busto de la reina con el de su hijo mayor; un eventual rechazo a su persona o figura política podría implicar que tomen la misma decisión que Jamaica y Papúa-Nueva Guinea hace algún tiempo.

#### Cine
| Año  | Título                                         | Interpretada por  | Notas            |
| ---- | ---------------------------------------------- | ----------------- | ---------------- |
| 1988 | The Naked Gun: From the Files of Police Squad! | Jeannette Charles |                  |
| 2006 | The Queen                                      | Helen Mirren      |                  |
| 2009 | 2012                                           | Elizabeth Richard |                  |
| 2015 | A Royal Night Out                              | Sarah Gadon       |                  |
| 2015 | Minions                                        | Jennifer Saunders | Película animada |
| 2019 | The Queen's Corgi                              | Julie Walters     | Película animada |

#### Televisión
| Año                                                                        | Título                                 | Interpretada por                                                                                               | Notas                     |
| -------------------------------------------------------------------------- | -------------------------------------- | --- | ------------------------- |
| 1982                                                                       | The royal romance of Charles and Diana | Dana Wynter | Telefilme                 |
| 1992 (Kamp Krusty) 2000 (Behind the Laughter) 2003 (The Regina Monologues) | Los Simpson                            | Tress MacNeille (actriz de doblaje en The Regina Monologues)                                                   | Serie de dibujos animados |
| 1993                                                                       | Diana: Her true story                  | Anne Stallybrass                                                                                               | Telefilme                 |
| 2011                                                                       | William & Catherine: A Royal Romance   | Jane Alexander                                                                                                 | Telefilme                 |
| 2012                                                                       | Peppa Pig                              | Morwenna Banks                                                                                                 | Serie de dibujos animados |
| 2016–2023                                                                  | The Crown                              | Viola Prettejohn (de adolescente) Claire Foy (de joven) Olivia Colman (de adulta) Imelda Staunton (de anciana) | Serie de televisión       |

## Tratamientos, títulos y armas

### Tratamientos
| ● 21 de abril de 1926-11 de diciembre de 1936:     | Su alteza real la princesa Isabel de York               |
| ● 11 de diciembre de 1936-20 de noviembre de 1947: | Su alteza real la princesa Isabel                       |
| ● 20 de noviembre de 1947-6 de febrero de 1952:    | Su alteza real la princesa Isabel, duquesa de Edimburgo |
| ● 6 de febrero de 1952-8 de septiembre de 2022:    | Su majestad la reina                                    |

### Títulos
Poseyó muchos títulos a lo largo de su vida: primero como nieta e hija de reyes, después por matrimonio (como los de duquesa de Edimburgo o condesa de Merioneth) y finalmente como soberana. Oficialmente, tuvo un título distinto en cada uno de sus reinos: reina de Canadá en Canadá, reina de Australia en Australia, etc. En las Islas del Canal e Isla de Man, que son dependencias de la Corona y que no pertenecen al Reino Unido, era reconocida como duque ("duke") de Normandía y señor ("lord") de Man respectivamente, y en Fiyi como jefe supremo por el Gran Consejo de Jefes, sin atribuciones constitucionales, ya que Fiyi es una república, hasta la disolución de esta institución en 2012. Otros títulos tradicionales fueron defensora de la fe y duque de Lancaster.
Oficialmente su título en el Reino Unido fue: Isabel Segunda, por la Gracia de Dios, reina del Reino Unido de la Gran Bretaña e Irlanda del Norte, y de sus otros Reinos y Territorios, jefa de la Mancomunidad de Naciones, defensora de la Fe.

### Escudo de armas y estandartes
|                                                    |
| Escudo de armas de la princesa Isabel (1944-1947). |

|                                                                          |
| Escudo de armas de la princesa Isabel, duquesa de Edimburgo (1947-1952). |

En 1944, su escudo de armas consistió en un losange (rombo) que contenía el escudo del Reino Unido, diferenciado con un lambel de tres pendientes color argén: en el primer y tercer pendiente se hallaba la cruz de San Jorge y en el centro una rosa Tudor. Como duquesa de Edimburgo se le añadió la cinta de la Orden de la Jarretera. Tras su ascensión al trono en 1952, adoptó otro escudo: las armas plenas del soberano.
|                                                          |
| Escudo de armas de la reina Isabel II (excepto Escocia). |

|                                                     |
| Escudo de armas de la reina Isabel II (en Escocia). |

Su estandarte como monarca consistió en una bandera dividida en cuatro cuarteles: en el primer y cuarto cuartel figuran los elementos del blasón de Inglaterra: tres leones pasantes de oro sobre un campo de gules (rojo). En el segundo, que representa a Escocia, se observa un león rampante dentro de un doble trechor con flores heráldicas, sobre campo de oro. En el tercer cuadrante, por Irlanda del Norte, aparece representada un arpa de oro sobre campo azur. En la nación constituyente de Escocia, el estandarte variaba en sus cuarteles: el león rampante escocés pasa a aparecer en los cuarteles primer y cuarto, y el de Inglaterra en el segundo. La reina también tuvo banderas personales en otros países: Australia, Canadá, Nueva Zelanda, Jamaica y Barbados.
|                                           |
| En Inglaterra, Gales e Irlanda del Norte. |

|             |
| En Escocia. |

|               |
| En Australia. |

|            |
| En Canadá. |

|                   |
| En Nueva Zelanda. |

|             |
| En Jamaica. |

|              |
| En Barbados. |

|                                                                           |
| Estandarte personal (utilizado en el resto de países de la Mancomunidad). |

## Familia

### Descendientes

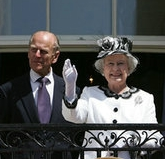
Isabel II junto a su consorte, Felipe de Edimburgo, durante su visita de Estado al entonces presidente de los Estados Unidos George W. Bush, en 2007.

Junto a su esposo, el duque de Edimburgo, tuvo cuatro hijos: Carlos, Ana, Andrés y Eduardo. Además, el matrimonio tuvo ocho nietos y catorce bisnietos.
- Carlos III del Reino Unido (nacido el 14 de noviembre de 1948). Es el actual monarca del Reino Unido. Se casó el 29 de julio de 1981 con Diana Spencer (1961-1997), con la que tuvo a sus dos hijos: Guillermo, príncipe de Gales y Enrique de Sussex. Se divorció el 28 de agosto de 1996. El 9 de abril de 2005 se casó en segundas nupcias, en una ceremonia civil, con Camilla Parker-Bowles. 
  - Guillermo, príncipe de Gales (nacido el 21 de junio de 1982), se casó el 29 de abril de 2011 con Catherine Middleton, actualmente conocida como Catalina, princesa de Gales (nacida el 9 de enero de 1982). Es el primero en la línea de sucesión al trono británico.
    - Príncipe Jorge de Gales (nacido el 22 de julio de 2013). Ocupa el segundo puesto en la línea de sucesión al trono británico.
    - Princesa Carlota de Gales (nacida el 2 de mayo de 2015), es la primera princesa británica en no ser superada en la línea de sucesión por un hermano menor.
    - Príncipe Luis de Gales (nacido el 23 de abril de 2018).

  - Príncipe Enrique, duque de Sussex (nacido el 15 de septiembre de 1984), conocido como «Harry», se casó el 19 de mayo de 2018 con Meghan Markle, actualmente conocida como Meghan, duquesa de Sussex (nacida el 4 de agosto de 1981). 
    - Príncipe Archie de Sussex (nacido el 6 de mayo de 2019).
    - Princesa Lilibet de Sussex (nacida el 4 de junio de 2021).
- Ana, princesa real (nacida el 15 de agosto de 1950), se casó el 14 de noviembre de 1973 con el capitán Mark Phillips (nacido el 22 de septiembre de 1948) y tuvo dos hijos Peter Phillips y Zara Phillips. Se divorció el 28 de abril de 1992. Su segundo matrimonio se celebró el 12 de diciembre de 1992 con el vicealmirante Timothy Laurence (nacido el 1 de marzo de 1955).
  - Peter Phillips (nacido el 15 de noviembre de 1977), se casó el 17 de mayo de 2008 con Autumn Patricia Kelly (nacida el 3 de mayo de 1978). Se divorció el 14 de junio de 2021.
    - Savannah Phillips (nacida el 29 de diciembre de 2010).
    - Isla Phillips (nacida el 29 de marzo de 2012).

  - Zara Tindall (nacida el 15 de mayo de 1981), se casó el 30 de julio de 2011 con Michael James Tindall (nacido el 18 de octubre de 1978).
    - Mia Tindall (nacida el 17 de enero de 2014).
    - Lena Tindall (nacida el 18 de junio de 2018).
    - Lucas Tindall (nacido el 21 de marzo de 2021).
- Andrés, duque de York (nacido el 19 de febrero de 1960), se casó el 23 de julio de 1986 con Sarah, duquesa de York (nacida el 15 de octubre de 1959), tuvo dos hijas: Beatriz y Eugenia. Se divorció el 30 de mayo de 1996.
  - Princesa Beatriz de York (nacida el 8 de agosto de 1988). Se casó con Edoardo Mapelli Mozzi el 17 de julio de 2020 (nacido el 19 de noviembre de 1983).
    - Sienna Mapelli Mozzi (nacida el 18 de septiembre de 2021).
    - Athena Mapelli Mozzi (nacida el 22 de enero de 2025).

  - Princesa Eugenia de York (nacida el 23 de marzo de 1990). Se casó con Jack Brooksbank el 12 de octubre de 2018 (nacido el 3 de mayo de 1986).
    - August Brooksbank (nacido el 9 de febrero de 2021).
    - Ernest Brooksbank (nacido el 30 de mayo de 2023).
- Eduardo, duque de Edimburgo (nacido el 10 de marzo de 1964), se casó el 19 de junio de 1999 con Sofía Rhys-Jones,  (nacida el 20 de enero de 1965), ha tenido dos hijos:
  - Lady Luisa Mountbatten-Windsor (nacida el 8 de noviembre de 2003).
  - Jacobo Mountbatten-Windsor, conde de Wessex (nacido el 17 de diciembre de 2007).

### Otros familiares
- David Armstrong-Jones, ii conde de Snowdon, es el hijo de la princesa Margarita del Reino Unido, hermana de la reina. Casado y divorciado de Serena Stanhope, tuvieron dos hijos:
  - Charles Armstrong-Jones, vizconde Linley
  - Lady Margarita Armstrong-Jones
- Lady Sara Chatto, hija de la princesa Margarita del Reino Unido, casada con Daniel Chatto, tiene dos hijos:
  - Samuel Chatto
  - Arthur Chatto
- Ricardo de Gloucester, hijo de Enrique de Gloucester, es hermano del rey Jorge VI, está casado con Brigitte van Deurs, tiene tres hijos y seis nietos:
  - Alexander Windsor, conde de Úlster, casado con Claire Booth, hijos: 
    - Xan Windsor, barón Culloden
    - Lady Cosima Windsor

  - Lady Davina Windsor, casada con Gary Lewis, hijos:
    - Senna Kowhai Lewis
    - Tāne Mahuta Lewis

  - Lady Rose Gilman, casada con George Gilman, tiene dos hijos:
    - Lyla Beatrix Christabel Gilman
    - Rufus Frederick Montagu

- Príncipe Eduardo, duque de Kent, hijo de Jorge de Kent, hermano del rey Jorge VI, está casado con Katharine Worsley, tiene tres hijos y nueve nietos: 
  - George Windsor, conde de St. Andrews, casado con Sylvana Tomaselli, hijos: 
    - Edward Windsor, Lord Downpatrick
    - Lady Marina Windsor
    - Lady Amelia Windsor

  - Lady Helen Taylor, casada con Timothy Taylor, tiene cuatro hijos:
    - Columbus George Donald Taylor
    - Cassius Edward Taylor
    - Eloise Olivia Katherine Taylor
    - Estella Olga Elizabeth Taylor

  - Lord Nicholas Windsor, casado con Paola Doimi de Lupis, hijos:  
    - El Honorable Albert Windsor
    - El Honorable Leopold Windsor
    - El Honorable Louis Windsor
- Princesa Alejandra, la Hon. Lady Ogilvy, hija de Jorge de Kent, viuda de Angus Ogilvy, hijos:
  - James Ogilvy
  - Marina Ogilvy
- Príncipe Miguel de Kent, hijo de Jorge de Kent, está casado con María Cristina de Reibnitz, hijos:
  - Frederick Windsor
  - Gabriella Kingston

## Ancestros
| \| \| \| \| \| \| \| \| \| \| \| \| \| \| \| \| \| \| \| \| 16. Príncipe Alberto de Sajonia-Coburgo-Gotha \| \| \| \| \| \| \| \| \| \| \| \| \| \| \| \| \| \| \| \| \| \| \| \| \| \| \| \| \| \| \| \| \| \| \| \| \| \| \| \| \| \| \| \| \| \| \| \| \| \| \| \| \| \| 8. Eduardo VII, rey del Reino Unido \| \| \| \| \| \| \| \| \| \| \| \| \| \| \| \| \| \| \| \| \| \| \| \| \| \| \| \| \| \| \| \| \| \| \| \| \| \| \| \| \| \| \| \| \| \| \| \| \| \| \| \| \| \| 17. Victoria, reina del Reino Unido \| \| \| \| \| \| \| \| \| \| \| \| \| \| \| \| \| \| \| \| \| \| \| \| \| \| \| \| \| \| \| \| \| \| \| \| \| \| \| \| \| \| \| \| \| \| \| \| \| \| \| \| \| \| 4. Jorge V, rey del Reino Unido \| \| \| \| \| \| \| \| \| \| \| \| \| \| \| \| \| \| \| \| \| \| \| \| \| \| \| \| \| \| \| \| \| \| \| \| \| \| \| \| \| \| \| \| \| \| \| \| \| \| \| \| \| \| 18. Cristián IX, rey de Dinamarca \| \| \| \| \| \| \| \| \| \| \| \| \| \| \| \| \| \| \| \| \| \| \| \| \| \| \| \| \| \| \| \| \| \| \| \| \| \| \| \| \| \| \| \| \| \| \| \| \| \| \| \| \| \| 9. Princesa Alejandra de Dinamarca \| \| \| \| \| \| \| \| \| \| \| \| \| \| \| \| \| \| \| \| \| \| \| \| \| \| \| \| \| \| \| \| \| \| \| \| \| \| \| \| \| \| \| \| \| \| \| \| \| \| \| \| \| \| 19. Landgravina Luisa de Hesse-Kassel \| \| \| \| \| \| \| \| \| \| \| \| \| \| \| \| \| \| \| \| \| \| \| \| \| \| \| \| \| \| \| \| \| \| \| \| \| \| \| \| \| \| \| \| \| \| \| \| \| \| \| \| \| \| 2. Jorge VI, rey del Reino Unido \| \| \| \| \| \| \| \| \| \| \| \| \| \| \| \| \| \| \| \| \| \| \| \| \| \| \| \| \| \| \| \| \| \| \| \| \| \| \| \| \| \| \| \| \| \| \| \| \| \| \| \| \| \| 20. duque Alejandro de Württemberg \| \| \| \| \| \| \| \| \| \| \| \| \| \| \| \| \| \| \| \| \| \| \| \| \| \| \| \| \| \| \| \| \| \| \| \| \| \| \| \| \| \| \| \| \| \| \| \| \| \| \| \| \| \| 10. Francisco, duque de Teck \| \| \| \| \| \| \| \| \| \| \| \| \| \| \| \| \| \| \| \| \| \| \| \| \| \| \| \| \| \| \| \| \| \| \| \| \| \| \| \| \| \| \| \| \| \| \| \| \| \| \| \| \| \| 21. Claudia, condesa de Hohenstein \| \| \| \| \| \| \| \| \| \| \| \| \| \| \| \| \| \| \| \| \| \| \| \| \| \| \| \| \| \| \| \| \| \| \| \| \| \| \| \| \| \| \| \| \| \| \| \| \| \| \| \| \| \| 5. Princesa María de Teck \| \| \| \| \| \| \| \| \| \| \| \| \| \| \| \| \| \| \| \| \| \| \| \| \| \| \| \| \| \| \| \| \| \| \| \| \| \| \| \| \| \| \| \| \| \| \| \| \| \| \| \| \| \| 22. Príncipe Adolfo del Reino Unido, duque de Cambridge \| \| \| \| \| \| \| \| \| \| \| \| \| \| \| \| \| \| \| \| \| \| \| \| \| \| \| \| \| \| \| \| \| \| \| \| \| \| \| \| \| \| \| \| \| \| \| \| \| \| \| \| \| \| 11. Princesa María Adelaida de Cambridge \| \| \| \| \| \| \| \| \| \| \| \| \| \| \| \| \| \| \| \| \| \| \| \| \| \| \| \| \| \| \| \| \| \| \| \| \| \| \| \| \| \| \| \| \| \| \| \| \| \| \| \| \| \| 23. Princesa Augusta de Hesse-Kassel \| \| \| \| \| \| \| \| \| \| \| \| \| \| \| \| \| \| \| \| \| \| \| \| \| \| \| \| \| \| \| \| \| \| \| \| \| \| \| \| \| \| \| \| \| \| \| \| \| \| \| \| \| \| 1. Isabel II, reina del Reino Unido \| \| \| \| \| \| \| \| \| \| \| \| \| \| \| \| \| \| \| \| \| \| \| \| \| \| \| \| \| \| \| \| \| \| \| \| \| \| \| \| \| \| \| \| \| \| \| \| \| \| \| \| \| \| 24. Tomás Lyon-Bowes, lord Glamis \| \| \| \| \| \| \| \| \| \| \| \| \| \| \| \| \| \| \| \| \| \| \| \| \| \| \| \| \| \| \| \| \| \| \| \| \| \| \| \| \| \| \| \| \| \| \| \| \| \| \| \| \| \| 12. Claude Bowes-Lyon, XIII conde de Strathmore y Kinghorne \| \| \| \| \| \| \| \| \| \| \| \| \| \| \| \| \| \| \| \| \| \| \| \| \| \| \| \| \| \| \| \| \| \| \| \| \| \| \| \| \| \| \| \| \| \| \| \| \| \| \| \| \| \| 25. Carlota Grimstead \| \| \| \| \| \| \| \| \| \| \| \| \| \| \| \| \| \| \| \| \| \| \| \| \| \| \| \| \| \| \| \| \| \| \| \| \| \| \| \| \| \| \| \| \| \| \| \| \| \| \| \| \| \| 6. Claude Bowes-Lyon, XIV conde de Strathmore y Kinghorne \| \| \| \| \| \| \| \| \| \| \| \| \| \| \| \| \| \| \| \| \| \| \| \| \| \| \| \| \| \| \| \| \| \| \| \| \| \| \| \| \| \| \| \| \| \| \| \| \| \| \| \| \| \| 26. Oswald Smith \| \| \| \| \| \| \| \| \| \| \| \| \| \| \| \| \| \| \| \| \| \| \| \| \| \| \| \| \| \| \| \| \| \| \| \| \| \| \| \| \| \| \| \| \| \| \| \| \| \| \| \| \| \| 13. Frances Smith \| \| \| \| \| \| \| \| \| \| \| \| \| \| \| \| \| \| \| \| \| \| \| \| \| \| \| \| \| \| \| \| \| \| \| \| \| \| \| \| \| \| \| \| \| \| \| \| \| \| \| \| \| \| 27. Henrietta Mildred Hodgson \| \| \| \| \| \| \| \| \| \| \| \| \| \| \| \| \| \| \| \| \| \| \| \| \| \| \| \| \| \| \| \| \| \| \| \| \| \| \| \| \| \| \| \| \| \| \| \| \| \| \| \| \| \| 3. Lady Isabel Bowes-Lyon \| \| \| \| \| \| \| \| \| \| \| \| \| \| \| \| \| \| \| \| \| \| \| \| \| \| \| \| \| \| \| \| \| \| \| \| \| \| \| \| \| \| \| \| \| \| \| \| \| \| \| \| \| \| 28. Lord Guillermo Cavendish-Bentinck \| \| \| \| \| \| \| \| \| \| \| \| \| \| \| \| \| \| \| \| \| \| \| \| \| \| \| \| \| \| \| \| \| \| \| \| \| \| \| \| \| \| \| \| \| \| \| \| \| \| \| \| \| \| 14. Carlos Cavendish-Bentinck \| \| \| \| \| \| \| \| \| \| \| \| \| \| \| \| \| \| \| \| \| \| \| \| \| \| \| \| \| \| \| \| \| \| \| \| \| \| \| \| \| \| \| \| \| \| \| \| \| \| \| \| \| \| 29. Ana Wellesley \| \| \| \| \| \| \| \| \| \| \| \| \| \| \| \| \| \| \| \| \| \| \| \| \| \| \| \| \| \| \| \| \| \| \| \| \| \| \| \| \| \| \| \| \| \| \| \| \| \| \| \| \| \| 7. Cecilia Cavendish-Bentinck \| \| \| \| \| \| \| \| \| \| \| \| \| \| \| \| \| \| \| \| \| \| \| \| \| \| \| \| \| \| \| \| \| \| \| \| \| \| \| \| \| \| \| \| \| \| \| \| \| \| \| \| \| \| 30. Edwyn Burnaby \| \| \| \| \| \| \| \| \| \| \| \| \| \| \| \| \| \| \| \| \| \| \| \| \| \| \| \| \| \| \| \| \| \| \| \| \| \| \| \| \| \| \| \| \| \| \| \| \| \| \| \| \| \| 15. Luisa Burnaby \| \| \| \| \| \| \| \| \| \| \| \| \| \| \| \| \| \| \| \| \| \| \| \| \| \| \| \| \| \| \| \| \| \| \| \| \| \| \| \| \| \| \| \| \| \| \| \| \| \| \| \| \| \| 31. Ana Carolina Salisbury \| \| \| \| \| \| \| \| \| \| \| \| \| \| \| \| \| \| \| \| \| \| \| \| \| \| \| \| \| \| \| \| \| \| \| \| \| \| \| \| \| \| \| \| \| \| \| \| \| \| \| \| |                                                             |  |  |  |  |  |  |  |  |  |  |  |  |  |  |  |
| |                                                             |  |  |  |  |  |  |  |  |  |  |  |  |  |  |  |
| | 16. Príncipe Alberto de Sajonia-Coburgo-Gotha               |  |  |  |  |  |  |  |  |  |  |  |  |  |  |  |
| |                                                             |  |  |  |  |  |  |  |  |  |  |  |  |  |  |  |
| |                                                             |  |  |  |  |  |  |  |  |  |  |  |  |  |  |  |
| | 8. Eduardo VII, rey del Reino Unido                         |  |  |  |  |  |  |  |  |  |  |  |  |  |  |  |
| |                                                             |  |  |  |  |  |  |  |  |  |  |  |  |  |  |  |
| |                                                             |  |  |  |  |  |  |  |  |  |  |  |  |  |  |  |
| | 17. Victoria, reina del Reino Unido                         |  |  |  |  |  |  |  |  |  |  |  |  |  |  |  |
| |                                                             |  |  |  |  |  |  |  |  |  |  |  |  |  |  |  |
| |                                                             |  |  |  |  |  |  |  |  |  |  |  |  |  |  |  |
| | 4. Jorge V, rey del Reino Unido                             |  |  |  |  |  |  |  |  |  |  |  |  |  |  |  |
| |                                                             |  |  |  |  |  |  |  |  |  |  |  |  |  |  |  |
| |                                                             |  |  |  |  |  |  |  |  |  |  |  |  |  |  |  |
| | 18. Cristián IX, rey de Dinamarca                           |  |  |  |  |  |  |  |  |  |  |  |  |  |  |  |
| |                                                             |  |  |  |  |  |  |  |  |  |  |  |  |  |  |  |
| |                                                             |  |  |  |  |  |  |  |  |  |  |  |  |  |  |  |
| | 9. Princesa Alejandra de Dinamarca                          |  |  |  |  |  |  |  |  |  |  |  |  |  |  |  |
| |                                                             |  |  |  |  |  |  |  |  |  |  |  |  |  |  |  |
| |                                                             |  |  |  |  |  |  |  |  |  |  |  |  |  |  |  |
| | 19. Landgravina Luisa de Hesse-Kassel                       |  |  |  |  |  |  |  |  |  |  |  |  |  |  |  |
| |                                                             |  |  |  |  |  |  |  |  |  |  |  |  |  |  |  |
| |                                                             |  |  |  |  |  |  |  |  |  |  |  |  |  |  |  |
| | 2. Jorge VI, rey del Reino Unido                            |  |  |  |  |  |  |  |  |  |  |  |  |  |  |  |
| |                                                             |  |  |  |  |  |  |  |  |  |  |  |  |  |  |  |
| |                                                             |  |  |  |  |  |  |  |  |  |  |  |  |  |  |  |
| | 20. duque Alejandro de Württemberg                          |  |  |  |  |  |  |  |  |  |  |  |  |  |  |  |
| |                                                             |  |  |  |  |  |  |  |  |  |  |  |  |  |  |  |
| |                                                             |  |  |  |  |  |  |  |  |  |  |  |  |  |  |  |
| | 10. Francisco, duque de Teck                                |  |  |  |  |  |  |  |  |  |  |  |  |  |  |  |
| |                                                             |  |  |  |  |  |  |  |  |  |  |  |  |  |  |  |
| |                                                             |  |  |  |  |  |  |  |  |  |  |  |  |  |  |  |
| | 21. Claudia, condesa de Hohenstein                          |  |  |  |  |  |  |  |  |  |  |  |  |  |  |  |
| |                                                             |  |  |  |  |  |  |  |  |  |  |  |  |  |  |  |
| |                                                             |  |  |  |  |  |  |  |  |  |  |  |  |  |  |  |
| | 5. Princesa María de Teck                                   |  |  |  |  |  |  |  |  |  |  |  |  |  |  |  |
| |                                                             |  |  |  |  |  |  |  |  |  |  |  |  |  |  |  |
| |                                                             |  |  |  |  |  |  |  |  |  |  |  |  |  |  |  |
| | 22. Príncipe Adolfo del Reino Unido, duque de Cambridge     |  |  |  |  |  |  |  |  |  |  |  |  |  |  |  |
| |                                                             |  |  |  |  |  |  |  |  |  |  |  |  |  |  |  |
| |                                                             |  |  |  |  |  |  |  |  |  |  |  |  |  |  |  |
| | 11. Princesa María Adelaida de Cambridge                    |  |  |  |  |  |  |  |  |  |  |  |  |  |  |  |
| |                                                             |  |  |  |  |  |  |  |  |  |  |  |  |  |  |  |
| |                                                             |  |  |  |  |  |  |  |  |  |  |  |  |  |  |  |
| | 23. Princesa Augusta de Hesse-Kassel                        |  |  |  |  |  |  |  |  |  |  |  |  |  |  |  |
| |                                                             |  |  |  |  |  |  |  |  |  |  |  |  |  |  |  |
| |                                                             |  |  |  |  |  |  |  |  |  |  |  |  |  |  |  |
| | 1. Isabel II, reina del Reino Unido                         |  |  |  |  |  |  |  |  |  |  |  |  |  |  |  |
| |                                                             |  |  |  |  |  |  |  |  |  |  |  |  |  |  |  |
| |                                                             |  |  |  |  |  |  |  |  |  |  |  |  |  |  |  |
| | 24. Tomás Lyon-Bowes, lord Glamis                           |  |  |  |  |  |  |  |  |  |  |  |  |  |  |  |
| |                                                             |  |  |  |  |  |  |  |  |  |  |  |  |  |  |  |
| |                                                             |  |  |  |  |  |  |  |  |  |  |  |  |  |  |  |
| | 12. Claude Bowes-Lyon, XIII conde de Strathmore y Kinghorne |  |  |  |  |  |  |  |  |  |  |  |  |  |  |  |
| |                                                             |  |  |  |  |  |  |  |  |  |  |  |  |  |  |  |
| |                                                             |  |  |  |  |  |  |  |  |  |  |  |  |  |  |  |
| | 25. Carlota Grimstead                                       |  |  |  |  |  |  |  |  |  |  |  |  |  |  |  |
| |                                                             |  |  |  |  |  |  |  |  |  |  |  |  |  |  |  |
| |                                                             |  |  |  |  |  |  |  |  |  |  |  |  |  |  |  |
| | 6. Claude Bowes-Lyon, XIV conde de Strathmore y Kinghorne   |  |  |  |  |  |  |  |  |  |  |  |  |  |  |  |
| |                                                             |  |  |  |  |  |  |  |  |  |  |  |  |  |  |  |
| |                                                             |  |  |  |  |  |  |  |  |  |  |  |  |  |  |  |
| | 26. Oswald Smith                                            |  |  |  |  |  |  |  |  |  |  |  |  |  |  |  |
| |                                                             |  |  |  |  |  |  |  |  |  |  |  |  |  |  |  |
| |                                                             |  |  |  |  |  |  |  |  |  |  |  |  |  |  |  |
| | 13. Frances Smith                                           |  |  |  |  |  |  |  |  |  |  |  |  |  |  |  |
| |                                                             |  |  |  |  |  |  |  |  |  |  |  |  |  |  |  |
| |                                                             |  |  |  |  |  |  |  |  |  |  |  |  |  |  |  |
| | 27. Henrietta Mildred Hodgson                               |  |  |  |  |  |  |  |  |  |  |  |  |  |  |  |
| |                                                             |  |  |  |  |  |  |  |  |  |  |  |  |  |  |  |
| |                                                             |  |  |  |  |  |  |  |  |  |  |  |  |  |  |  |
| | 3. Lady Isabel Bowes-Lyon                                   |  |  |  |  |  |  |  |  |  |  |  |  |  |  |  |
| |                                                             |  |  |  |  |  |  |  |  |  |  |  |  |  |  |  |
| |                                                             |  |  |  |  |  |  |  |  |  |  |  |  |  |  |  |
| | 28. Lord Guillermo Cavendish-Bentinck                       |  |  |  |  |  |  |  |  |  |  |  |  |  |  |  |
| |                                                             |  |  |  |  |  |  |  |  |  |  |  |  |  |  |  |
| |                                                             |  |  |  |  |  |  |  |  |  |  |  |  |  |  |  |
| | 14. Carlos Cavendish-Bentinck                               |  |  |  |  |  |  |  |  |  |  |  |  |  |  |  |
| |                                                             |  |  |  |  |  |  |  |  |  |  |  |  |  |  |  |
| |                                                             |  |  |  |  |  |  |  |  |  |  |  |  |  |  |  |
| | 29. Ana Wellesley                                           |  |  |  |  |  |  |  |  |  |  |  |  |  |  |  |
| |                                                             |  |  |  |  |  |  |  |  |  |  |  |  |  |  |  |
| |                                                             |  |  |  |  |  |  |  |  |  |  |  |  |  |  |  |
| | 7. Cecilia Cavendish-Bentinck                               |  |  |  |  |  |  |  |  |  |  |  |  |  |  |  |
| |                                                             |  |  |  |  |  |  |  |  |  |  |  |  |  |  |  |
| |                                                             |  |  |  |  |  |  |  |  |  |  |  |  |  |  |  |
| | 30. Edwyn Burnaby                                           |  |  |  |  |  |  |  |  |  |  |  |  |  |  |  |
| |                                                             |  |  |  |  |  |  |  |  |  |  |  |  |  |  |  |
| |                                                             |  |  |  |  |  |  |  |  |  |  |  |  |  |  |  |
| | 15. Luisa Burnaby                                           |  |  |  |  |  |  |  |  |  |  |  |  |  |  |  |
| |                                                             |  |  |  |  |  |  |  |  |  |  |  |  |  |  |  |
| |                                                             |  |  |  |  |  |  |  |  |  |  |  |  |  |  |  |
| | 31. Ana Carolina Salisbury                                  |  |  |  |  |  |  |  |  |  |  |  |  |  |  |  |
| |                                                             |  |  |  |  |  |  |  |  |  |  |  |  |  |  |  |
| |                                                             |  |  |  |  |  |  |  |  |  |  |  |  |  |  |  |